# Foraggio

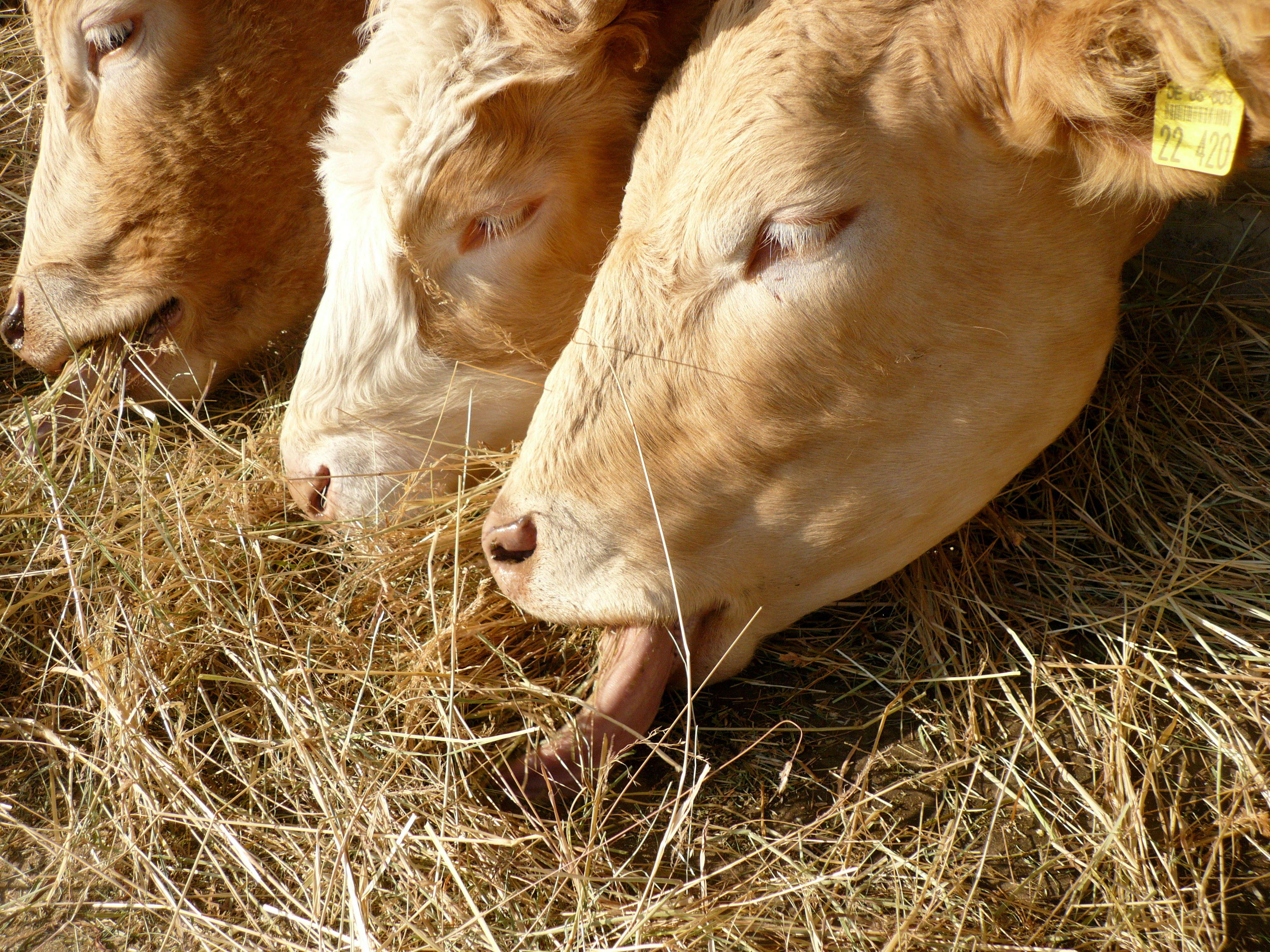
Bovini che si alimentano di foraggio

Il foraggio è qualsiasi sostanza che serve da alimento al bestiame domestico.
I pascoli, i prati-pascoli, i prati, gli erbai, gli arbusti e gli alberi foraggeri occupano tre quarti della superficie utilizzata per la produzione agricola nell'intero pianeta. L'utilizzazione di queste risorse può essere fatta con il pascolamento, oppure mediante foraggiamento in stalla con erba fresca o conservata. L'utilizzazione dei pascoli è generalmente stagionale ed è spesso necessaria l'integrazione con sistemi che garantiscano l'alimentazione del bestiame tutto l'anno quali fienagione, insilaggio, impiego di mangimi, migrazione verso zone ricche di disponibilità alimentari, pascolamento dei residui agricoli. Le parti non commestibili di cereali e leguminose costituiscono circa la metà della biomassa che rimane sul campo. I residui colturali sono sempre stati un'importante fonte di alimentazione in molte aree in particolare nei periodi di magra. Oggi lo sono ancora nei sistemi di produzione su piccola scala, nei paesi in via di sviluppo.

## Generalità
Le foraggere occupano da tre a quattro miliardi di ettari, equivalenti al 26% della superficie terrestre, ovvero i tre quarti di tutta la superficie utilizzata per la produzione agricola. Il dettaglio della distribuzione dei pascoli e delle colture foraggere nel 2000 sul pianeta è presentato nella tabella che segue.
| Regioni | Superficie territoriale | Foraggere    |      |
|         | (milioni di ha)         | (milioni ha) | %    |
| Africa  | 2.933                   | 870          | 29,7 |
| Asia    | 3.508                   | 1.106        | 31,5 |
| America | 3.832                   | 869          | 22,7 |
| Europa  | 2.209                   | 182          | 8,2  |
| Oceania | 849                     | 419          | 49,4 |
| Totale  | 13.331                  | 3.446        | 25,8 |

Il grosso delle produzioni foraggere è fornito da formazioni naturali erbacee e, in minima parte, da quelle arbustive e arboree. Le specie che compongono tali formazioni appartengono principalmente a due famiglie botaniche: graminacee e leguminose, comprendenti circa 12.000 e 18.000 specie, rispettivamente. Le prime, che coprono aree molto più estese delle leguminose, costituiscono la base della dieta alimentare degli erbivori domestici e selvatici. L'utilizzazione di queste risorse può essere fatta con il pascolamento allo stato brado o semibrado degli animali, oppure mediante foraggiamento in stalla con erba fresca o conservata, raccolta dai pascoli e dalle colture foraggere.

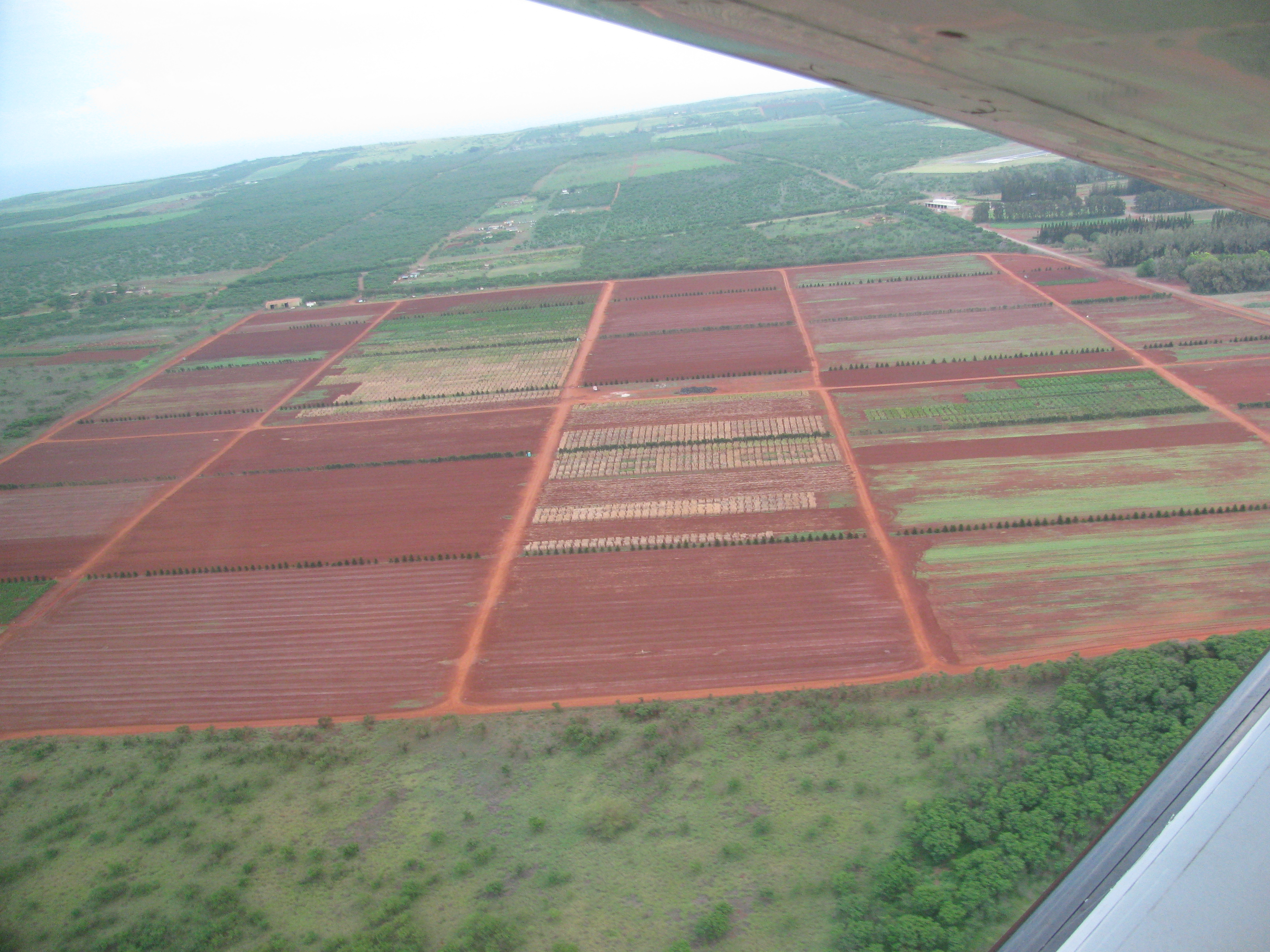
Veduta aerea di coltivazioni di mais nell'isola di Molokai nelle Hawaii (USA).

I pascoli naturali coprono più della metà della superficie totale del pianeta, comprendendo savane, praterie, foreste aperte e arbusteti desertici, prati montani e pascoli alpini, la tundra. L'allevamento estensivo, basato sull'utilizzo di pascoli naturali in grandi allevamenti privati o comunali, è praticato in molte regioni, come le steppe dell'Africa meridionale e del Madagascar, le savane e le praterie del centro desertico del Sud America e degli Stati Uniti occidentali, dell'Australia e della Nuova Zelanda.

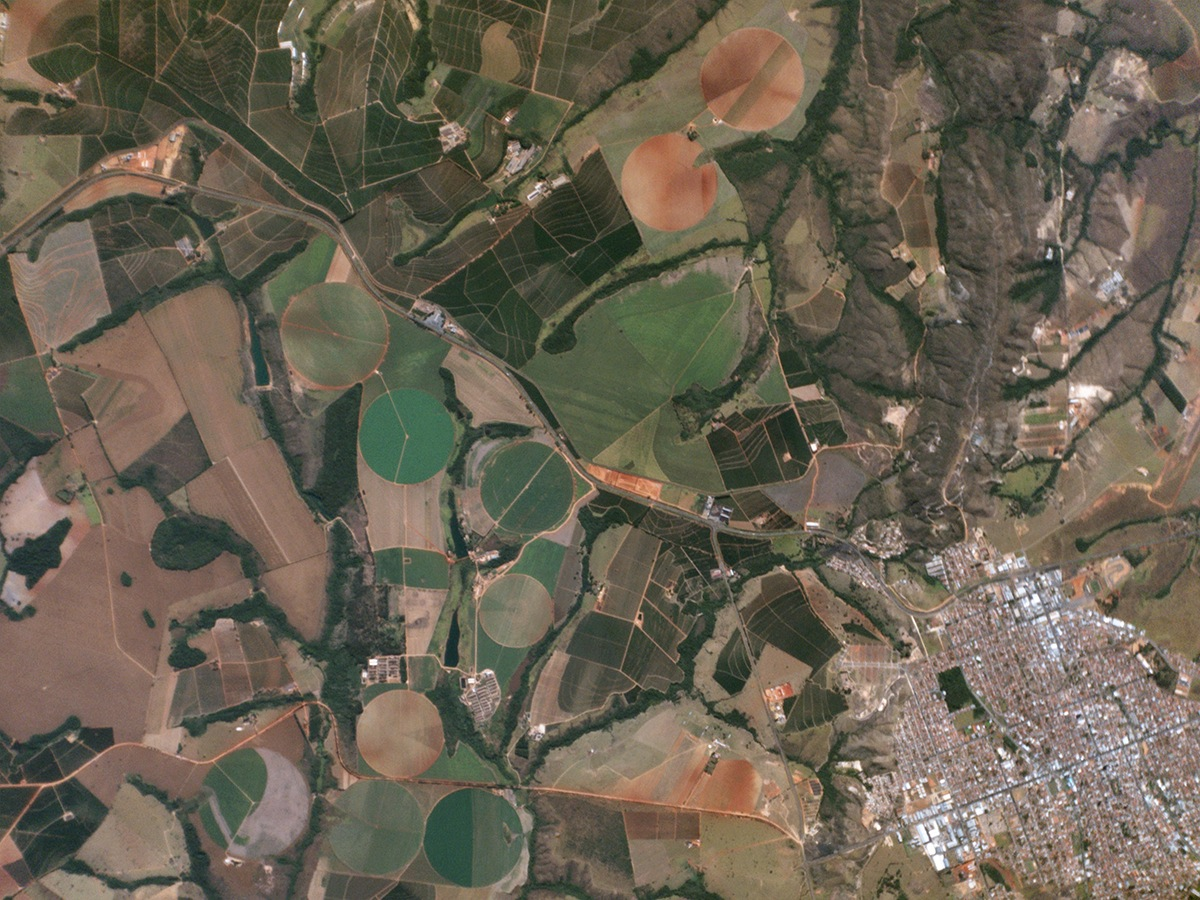
Immagine satellitare. Allevamento e soia sono le principali attività economiche di Patrocínio, nel bacino del fiume Paranaíba, che fa parte del Cerrado, un bioma della savana tropicale che si estende attraverso gli stati di Goiás e Minas Gerais in Brasile.

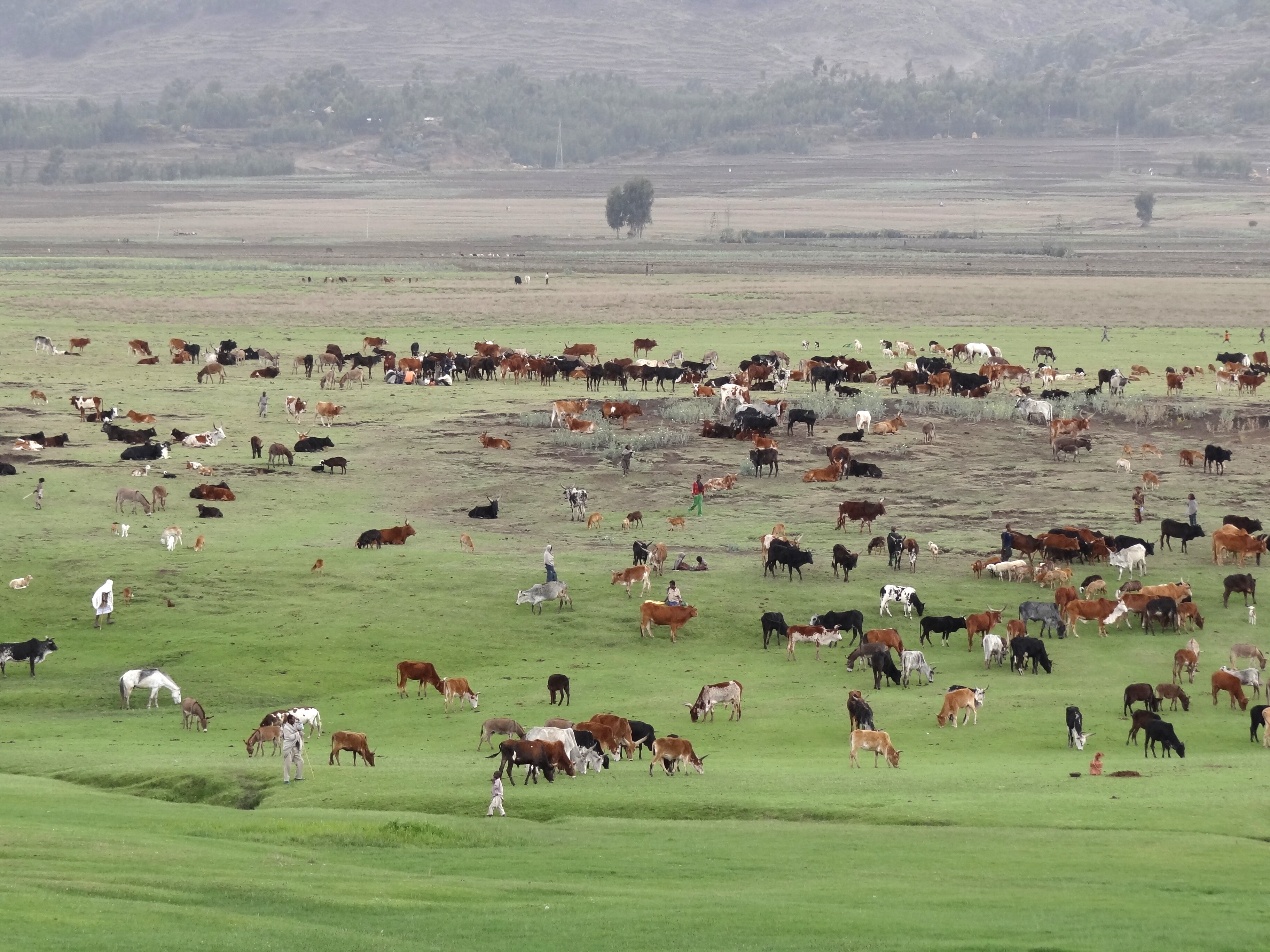
Bestiame al pascolo sull’altopiano etiopico a oltre 2.500 metri di altitudine in pena stagione delle piogge a Korem, nelTigrè.

Nella maggior parte delle aree densamente popolate della regione mediterranea e dell'Europa occidentale, nelle regioni cerealicole dell'America e nelle regioni coltivate dell'Argentina, il bestiame è nutrito prevalentemente con prati intensivi, fieno, cereali e sottoprodotti.
Tradizionalmente, nelle regioni con forte pressione demografica, le zone a pascolo tendono a cedere le aree migliori all'agricoltura. Secondo FAOSTAT, grandi aree di pascolo sono state distrutte o convertite in terreni agricoli negli ultimi 30 anni, soprattutto in Africa e Sud America.
Nel pascolo, l'erba è consumata sul posto dagli animali, mentre l'erba dei prati è falciata per essere consumata fresca o conservata. Le foraggere, la cui biomassa viene in parte pascolata e in parte falciata e asportata, costituiscono i prati-pascoli. Esse sono coltivate in aree meno marginali di quelle riservate ai pascoli e possibilmente meccanizzabili, nei sistemi di produzione più evoluti, e costituiscono una copertura vegetale di buona qualità e di lunga durata. Prati e pascoli possono essere costituiti da una sola specie (monofiti) o da più specie (polifiti).
Nei paesi anglosassoni le distinzioni sono differenti: Natural (o rangeland) pastures che comprendono pascoli erbacei estensivi con e senza arbusti e alberi e Tame pastures costituiti da specie perenni seminate, stoppie e maggesi inerbiti. Nei paesi francofoni, si distingue tra Fourrages pluriannuels o Prairies (permanente, temporaire o artificielle) e Fourrages annuels.

## Colture foraggere

### Scelta delle specie
Una corretta selezione influenzerà la durata dell'impianto, il tipo di gestione necessaria, la resa e il profitto. Le specie foraggere hanno specifici potenziali di rendimento, curve di crescita e valori nutritivi che devono essere presi in considerazione, ma le loro prestazioni variano anche a seconda delle condizioni ambientali e del tipo di gestione. Le scelte terranno conto soprattutto:
- dei requisiti nutrizionali degli animali che utilizzeranno il foraggio, infatti diverse specie e classi di animali all'interno di ciascuna specie hanno esigenze diverse;
- dell'obiettivo di produzione (se produrre tutto l'anno o meno) e di utilizzazione (pascolo, fieno, insilato);
- delle caratteristiche pedo-climatiche delle aree destinate alla produzione (per il suolo: livello di pH, salinità, fertilità, capacità idrica e drenaggio, rischio di degradazione e di erosione e per il clima: distribuzione e quantità delle precipitazioni, temperature massime e minime);
- delle disponibilità aziendali di residui colturali e dell'offerta di input e servizi al settore dell'area circostante la zona oggetto di intervento;
- dei costi per stabilire e mantenere la produzione.

L'adeguatezza della specie dipenderà anche dalle caratteristiche delle specie da impiegare, tra le quali le seguenti:
- tolleranza al taglio, al pascolo o alla brucazione più o meno intensi;
- qualità, appetibilità, digeribilità e componenti anti-qualità (tossicità, potenzialità di timpanismo);
- adattabilità e facilità di insediamento, persistenza, rusticità, resistenza alle avversità (malattie, parassiti, fuoco);
- tolleranza alla siccità, fabbisogno di nutrienti e potenziale risposta a irrigazione e fertilizzazione.

In taluni casi, può essere determinante anche la capacità di contenere le infestanti e di contribuire alla riabilitazione di ambienti degradati e alla difesa, al miglioramento e alla stabilizzazione dei suoli.
I popolamenti di specie singole sono più facili da gestire, ma i miscugli di leguminose e graminacee hanno maggiori probabilità di riempire tutte le nicchie ambientali e offrono spesso le migliori prestazioni complessive per pascoli e prati, aumentandone la produttività, migliorandone il valore nutritivo e allungando la stagione di utilizzo. I miscugli di due o tre essenze ben scelte sono generalmente più convenienti di quelli che ne includono cinque o sei.
Una volta che le specie foraggere sono state selezionate, anche la scelta delle varietà può essere una decisione critica e dovrebbe basarsi sugli stessi criteri utilizzati per la selezione delle specie.
Informazioni utili per orientare le scelte sono fornite dalle istituzioni preposte all'assistenza delle attività produttive, quali istituti di ricerca e sperimentazione, agenzie per lo sviluppo, organizzazioni di categoria e imprese commerciali. Saranno anche cruciali, per la verifica della validità delle scelte, le informazioni provenienti da zone dalle caratteristiche simili a quelle delle aree per le quali si sta pianificando la messa in valore.

### Alimentazione

#### Valore alimentare
La qualità del foraggio dipende dalla composizione chimica, dal valore nutritivo e dall'appetibilità. La prima riguarda il contenuto in sostanza secca, fibra (carboidrati strutturali), proteine, glucidi; il secondo dipende dalla composizione chimica e dalla digeribilità e si identifica con l'energia netta; la terza, che può variare a seconda delle specie animali, dipende principalmente dal sapore e dalla consistenza che possono avere i foraggi delle diverse specie nei vari stadi vegetativi e a seguito del processo di conservazione. Il foraggio perde rapidamente qualità se non viene consumato (raccolto) o conservato allo stadio di crescita appropriato.
Il valore alimentare del foraggio dipende da due elementi essenziali: il valore energetico e il contenuto di azoto. Il primo è espresso in unità foraggere (U.F.), mentre il secondo è caratterizzato dal suo contenuto di materia azotata digeribile (MAD in g/kg di sostanza secca - S.S.). Altri costituenti sono rappresentati da minerali e vitamine.
L’unità foraggera è un’unità convenzionale basata sull’equivalenza del valore nutritivo dei foraggi rispetto a 1 kg di granella standard (86% S.S.). I sistemi di espressione del valore energetico tengono conto della trasformazione dell'energia lorda dell'alimento in energia metabolizzabile e delle differenze di efficienza d'uso che portano all'energia netta. Questa energia netta viene utilizzata per coprire le esigenze di mantenimento, crescita o produzione di latte. L'unità foraggera viene utilizzata per calcolare la razione di un ruminante ed è distinta come segue:
- l'unità foraggera latte (UFL = 7,11MJ) equivalente all'energia netta di un chilogrammo di orzo standard, ovvero 1.700 kCal di energia netta per il mantenimento e la produzione di latte;
- l'unità foraggera carne (UFC = 7.62 MJ) corrispondente all'energia netta di un chilogrammo di orzo standard, ovvero 1.820 kCal di energia netta per il mantenimento e l'accrescimento (cioè per la produzione di carne).

Nelle tabelle che seguono sono proposti i valori indicativi delle produzioni unitarie medie e corrispondenti unità foraggere per quintale di alcune colture foraggere e i fabbisogni energetici dei ruminanti (in UFL e UFC per capo per anno).
| Colture                                       | Unità foraggere (UF/Q)                                      | Unità foraggere (UFL/Q) | Unità foraggere (UFC/Q) | Produzioni unitarie (Q/ha) | Produzioni unitarie (UF/ha) |
| --------------------------------------------- | ----------------------------------------------------------- | ----------------------- | ----------------------- | -------------------------- | --------------------------- |
| Foraggi freschi                               |                                                             |                         |                         |                            |                             |
| prato pascolo                                 | 14                                                          | 16                      | 15                      | 200                        | 2.800                       |
| prato polifita asciutto                       | 13                                                          | 16                      | 15                      | 300                        | 3.900                       |
| mais da silo                                  | 23                                                          | 21                      | 25                      | 750                        | 17.250                      |
| Fieni                                         |                                                             |                         |                         |                            |                             |
| prato pascolo                                 | 43                                                          | 45                      | 36                      | 60                         | 2.580                       |
| prato polifita asciutto e trifoglio incarnato | 46                                                          | 52                      | 44                      | 85                         | 3.910                       |
| prato di medica asciutto e trifoglio          | 56                                                          | 58                      | 50                      | 105                        | 5.880                       |
| prato di erba medica irrigua                  | 56                                                          | 58                      | 50                      | 150                        | 8.400                       |
| Insilati                                      |                                                             |                         |                         |                            |                             |
| mais                                          | 30                                                          | 32                      | 31                      | 750                        | 22.500                      |
| sorgo                                         | 21                                                          | 29                      | 27                      | 475                        | 9.975                       |
| Granelle                                      |                                                             |                         |                         |                            |                             |
| mais                                          | 105                                                         | 110                     | 112                     | 150                        | 15.750                      |
| sorgo e orzo                                  | 100                                                         | 100                     | 99                      | 70                         | 7.000                       |
| Bosco                                         | 11.000 UF/ha/anno (per bestiame allevato allo stato brado.) |                         |                         |                            |                             |

Nota: I valori della tabella sono espressi in: unità foraggere tradizionali (U.F.); unità foraggere latte (U.F.L.); unità foraggere carne (U.F.C.)
Fonte: Università degli studi di Perugia – Dipartimento di scienze agrarie, alimentari e ambientali
| Specie                                            | UFL (Min) | UFL (Max) | UFC (Min) | UFC (Max) |
| ------------------------------------------------- | --------- | --------- | --------- | --------- |
| Bovini e bufalini                                 |           |           |           |           |
| tori peso vivo q. 7 - 12                          |           |           | 2.300     | 3.500     |
| vacche da latte in asciutta                       | 2.409     | 3.942     |           |           |
| vacche da latte con prod.ne media q. 35 - 90/anno | 5.475     | 6.825     |           |           |
| vacche da carne peso vivo q. 5,5 - 7              |           |           | 2.190     | 2.555     |
| Ovicaprini                                        |           |           |           |           |
| pecore da latte                                   | 508       | 609       |           |           |
| capre da latte                                    | 846       | 931       |           |           |
| pecore da carne peso vivo 50 – 80 kg              |           |           | 557       | 696       |

Fonte: Nutrizione e Alimentazione degli Allevamenti - Elvio Borgioli - Edagricole 1985

#### Limitazioni
La pianta tossica è quella che, ingerita dall'animale per periodi brevi o prolungati, esercita il suo effetto nocivo facendolo ammalare e, in alcuni casi, provocandone la morte. Le specie tossiche o comunque potenzialmente dannose agli animali domestici sono molto numerose. Qui si considerano solamente le principali specie coltivate per servire di alimento al bestiame, per ciò che riguarda i possibili disturbi alimentari. I più importanti gruppi di sostanze tossiche sono i seguenti:
- gli alcaloidi, che possono compromettere seriamente il funzionamento del sistema nervoso e causare coma e morte per arresto respiratorio;
- i glicosidi, suddivisi nelle categorie seguenti: i) glicosidi cianogenici, che danno origine ad acido cianidrico, che interferisce con il trasferimento di ossigeno ai polmoni; ii) le saponine, che provocano inappetenza, apatia, perdita di peso, gastroenterite e diarrea; iii) le cumarine, che originano le dicumarine, anticoagulanti che possono causare emorragie interne fatali; e iv) i glucosinolati, che possono causare riduzione della crescita, danni ai reni e al fegato e provocare il gozzo nei bovini;
- i nitrati (per eccesso di concimazioni azotate), la cui riduzione durante la fermentazione ruminale può portare a un eccesso di nitriti nel flusso sanguigno e condurre l'animale alla morte;
- l’acido ossalico, la significativa ingestione del quale da parte dei ruminanti può provocare la formazione di cristalli di ossalato di calcio che andranno a ostruire i vasi sanguigni dei reni e, in casi estremi, causare la morte;
- varie sostanze contenute in alcune piante che, consumate fresche, affienate o insilate, rendono più sensibili gli animali al forte soleggiamento. I danni che ne derivano vanno dalla semplice scottatura e gonfiore delle zone sensibili alla formazione di ulcere.

Tra i disturbi digestivi si ricorda l’ostruzione intestinale, che si può verificare nei bovini per eccessivo consumo di alcuni foraggi con accumulo di componenti di materiale vegetale indigeribile (fitobezoari). Alcuni cereali ricchi di amido, come mais e frumento, possono provocare acidosi lattica, se consumati da bestiame non adattato alle diete a base di cereali. Nel corso della fermentazione che avviene negli insilati di cereali si possono sviluppare funghi (Fusarium, Penicillium, Aspergillus) capaci di produrre micotossine che provocano danni al rumine e turbano l’assunzione di alimenti. Gli alimenti possono, inoltre, veicolare sostanze indesiderate acquisite quali pesticidi e contaminanti (ceneri, metalli pesanti, inquinanti organici, microorganismi).
Il più delle volte l'intossicazione avviene per la presenza di fattori che la favoriscono e/o esaltano, a volte legati alla pianta ed altre all'animale. L'erba pascolata o consumata come foraggio fresco, fieno o insilato può contenere piante dannose per il bestiame. Generalmente, una mandria ben nutrita evita di consumare piante tossiche, a meno che non sia costretta a farlo, come nel caso di piante o semi inclusi nel foraggio somministrato in stalla, o indotta dalla insufficienza del pascolo. In molti casi, un foraggio tossico può essere dannoso se utilizzato come mangime principale o unico componente della dieta. Inoltre, le condizioni di stress (ad esempio la tosatura o il trasporto) possono aumentare la sensibilità dell’animale. Tra i fattori legati alla pianta, lo stato vegetativo stesso gioca un ruolo molto importante, poiché alcune specie sono più tossiche nella ricrescita, mentre altre lo sono quando fioriscono e/o fruttificano; alcune aumentano la loro tossicità quando crescono in terreni fertilizzati, altre lo fanno a seguito dell’incendio della vegetazione.
Le piante tossiche non presentano lo stesso pericolo durante tutto il loro ciclo vegetativo. La loro tossicità può essere:
- permanente, quando è presente in qualsiasi momento del ciclo, sia vegetativo che riproduttivo;
- temporale, se la pianta è tossica solo (o soprattutto) quando è in crescita e crea problemi solo quando è giovane o sta ricacciando;
- circostanziale, quando le piante possono essere dannose crescendo in terreni molto fertili (in azoto in particolare), in condizioni di stress (da umidità, freddo, siccità, infestazioni di insetti, eccessivi pascolo o calpestio);
- parassita, quando pascoli e cereali da foraggio acquistano tossicità essendo parassitati da funghi di generi diversi (Claviceps, Acremonium, Pithomyces e Fusarium, tra gli altri).

### Graminacee e leguminose a confronto
Nel quadro qui sotto sono riassunte proprietà e differenze di comportamento delle specie graminacee e leguminose in rapporto alla loro utilizzazione foraggera.

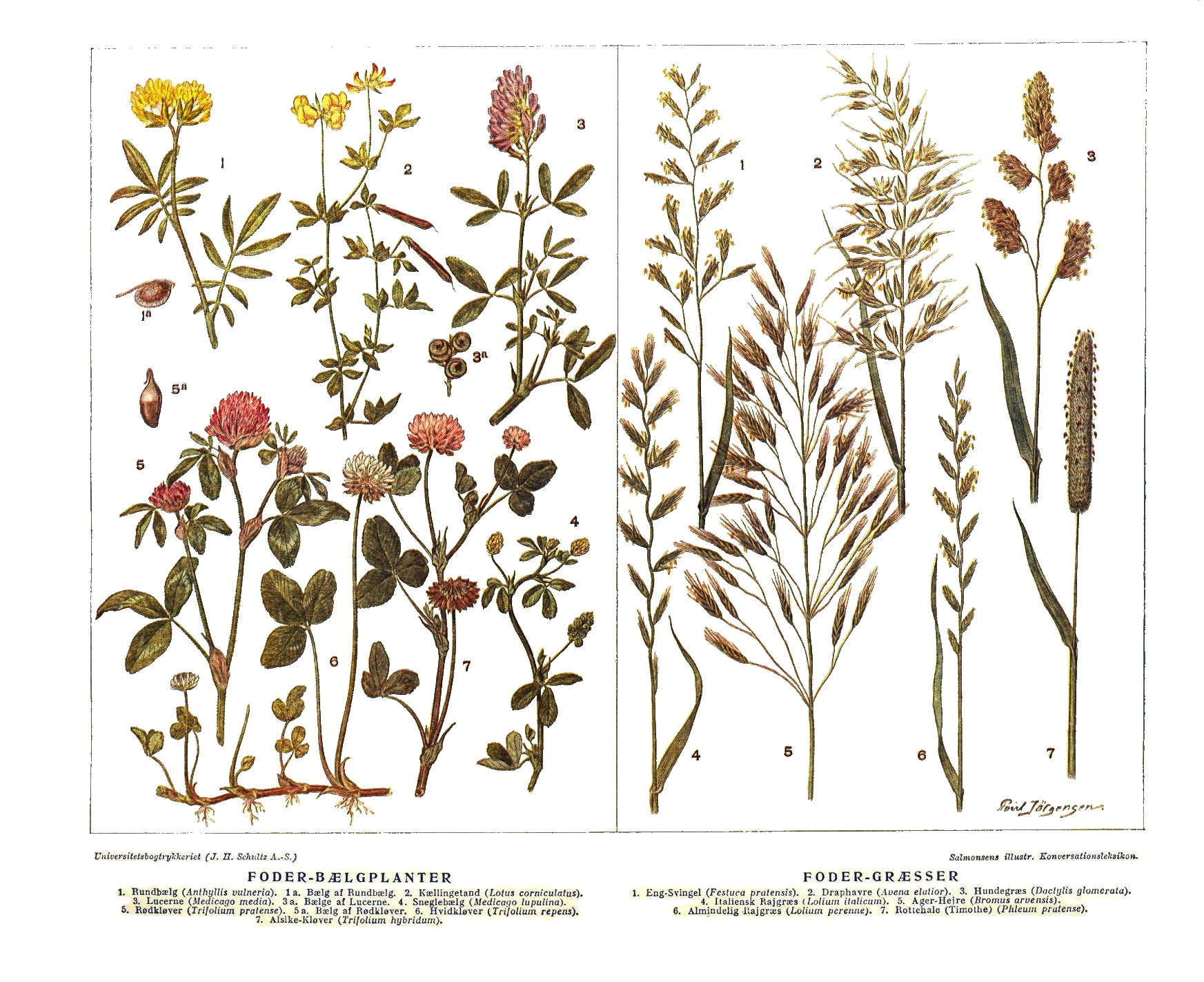
Alcuni esempi di foraggere leguminose e graminacee

| Caratteristiche                                                                      | Graminacee | Leguminose |
| Specie legnose                                                                       | nessuna | numerose |
| Sistema radicale                                                                     | fascicolato, superficiale | fittonato, profondo (ad eccezione del trifoglio bianco) |
| Capacità di prelevare acqua e nutrienti dagli strati profondi del suolo              | ridotta | buona |
| Capacità di costituire una cotica erbosa fitta ed un suolo sufficientemente portante | da buona (specie tappezzanti) a media | nessuna |
| Apporti al suolo                                                                     | solo sostanza organica | anche capacità di fissare l'azoto atmosferico grazie ai microrganismi azotofissatori Rhizobium leguminosarum nei noduli radicali |
| Esigenze di fertilizzazione                                                          | apporto completo, con apporto di azotati minerali | essenzialmente fosfo-potassica, quella azotata non dà risultati di rilievo |
| Utilità per sovescio                                                                 | limitata | elevata |
| Capacità produttiva                                                                  | elevata | scarsa |
| Adatte al pascolamento                                                               | discreta resistenza al calpestio | scarsa calpestabilità e possibilità di causare disordini digestivi per la ricchezza in azoto fermentescibile se l'erba è bagnata (timpanite)                                                                                        |
| Valore del foraggio                                                                  | equilibrato, povero in Protidi Grezzi, ricco di energia, dopo la spigatura valore e contenuti diminuiscono velocemente                                                                             | molto proteico, meno ricco di energia, ricco di e di vitamine. di calcio e di magnesio |
| Appetibilità                                                                         | variabile, da buona a mediocre quando giovane e fogliosa. Cala velocemente dopo la levata o la spigatura                                                                                           | da buona a molto buona |
| Digeribilità                                                                         | diminuzione o perdita di digeribilità abbastanza rapida (eccetto Brachiaria e Setaria) | perdita lenta |
| Raccolta                                                                             | necessità di raccolta tempestiva per evitare scadimento della qualità del foraggio (con il procedere della maturazione lo stelo diviene progressivamente più duro)                                 | necessità di raccolta precoce (dopo la fioritura lo stelo lignifica con rapidità e molte foglie basali ingialliscono e cadono) |
| Attitudine all'insilaggio a platea (il più conveniente)                              | buona per la presenza di zuccheri fermentescibili | resa difficile dalla scarsità di zuccheri (da addizionare) e dall'alto tenore di calcio e di proteine che abbassano il pH |
| Contenuto del seme                                                                   | amido | proteine e in certe specie (soia), grassi |
| Portamento                                                                           | le piante sono erette, con buona resistenza all'allettamento e, quindi, adatte per erbai in coltura pura facilmente meccanizzabili oppure come componenti dei miscugli a sostegno delle leguminose | ad eccezione di alcune specie non sono autoportanti e necessitano di un tutore (ad eccezione (erba medica, trifogli, fava, soia). Pertanto vengono utilizzate in consociazione con le graminacee per la costituzione di erbai misti |

### Tipologie

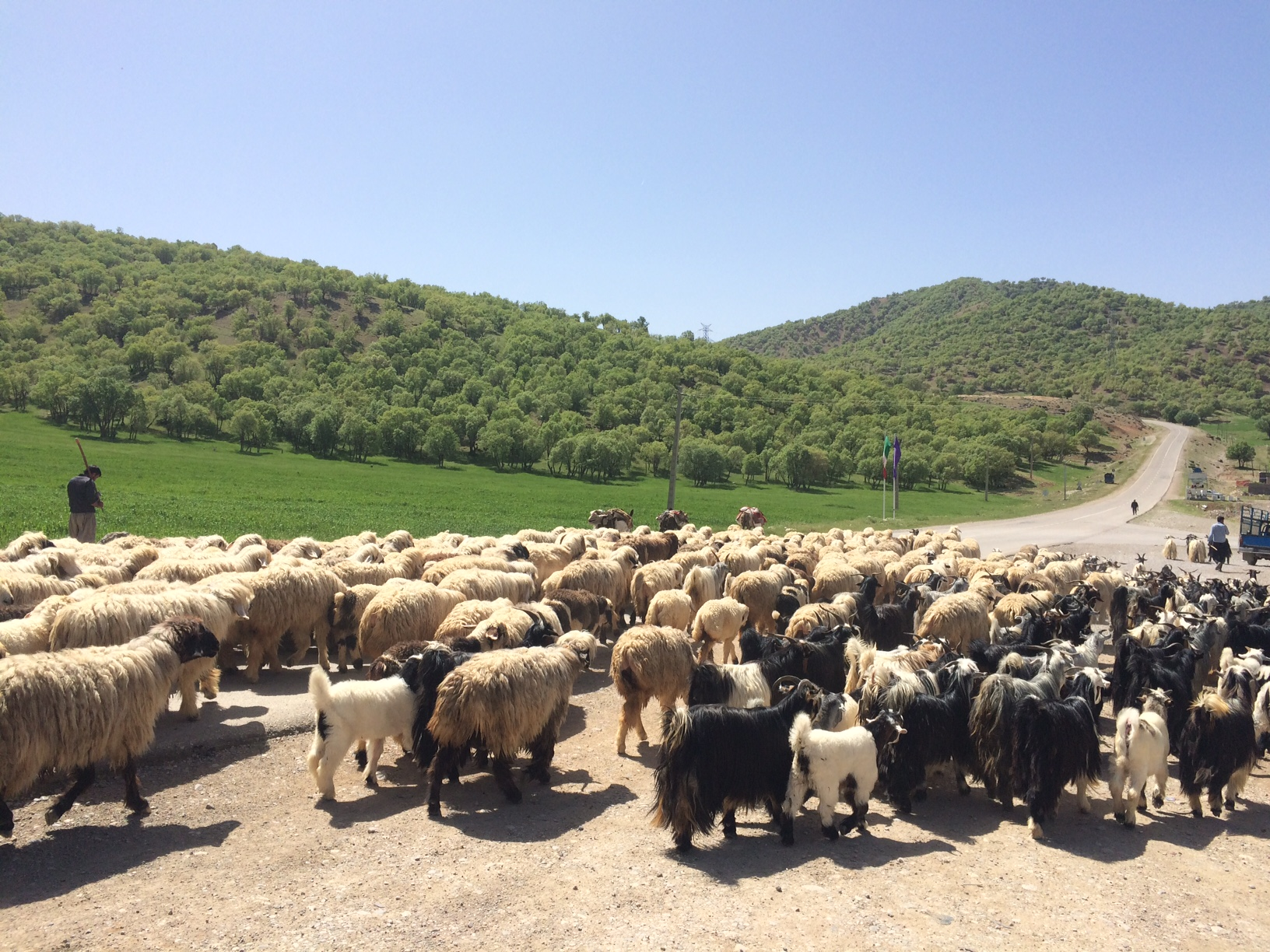
Pastori nomadi Bakhtiari nel Distretto di Bazoft (Iran) a quota 5.550 metri in transumanza primaverile con le loro greggi.

Spesso si utilizza come foraggio l'intera parte vegetativa di una pianta destinata, anche dopo alcune trasformazioni, ad alimentare il bestiame. Frutti e semi rientrano nel foraggio se sono raccolti insieme alla parte vegetativa, altrimenti se raccolti a parte sono considerati concentrati. Le specie vegetali utilizzate per la produzione di foraggio sono definite piante foraggere o colture foraggere. Viene definito mangime un alimento per animali che in poco volume racchiude grande quantità di principî nutritivi.

Le foraggere comprendono specie erbacee, quali i pascoli, i prati-pascoli, i prati e gli erbai, e legnose quali gli arbusti e gli alberi foraggeri. 

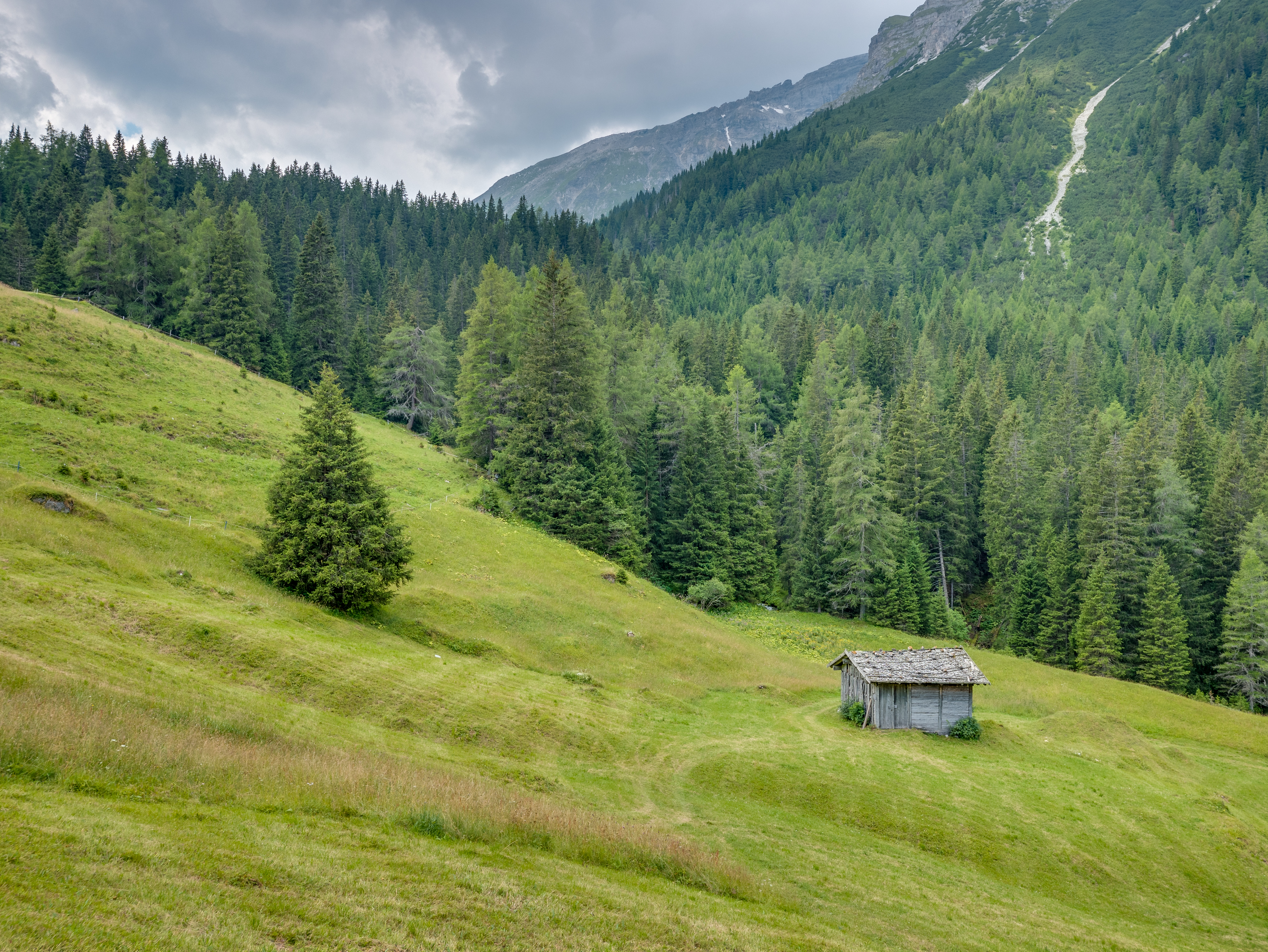
Sui pascoli da poco sfalciati e che potrebbero fornire anche un buon pascolo, insiste un piccolo fienile. Siamo tra i 1.330 e i 1.400 m s.l.m. nella Valle di Obernberg, in Alto Adige, Austria.

#### Pascoli
Per pascolo si intende una comunità vegetale naturale o naturalizzata, in equilibrio, la cui erba è consumata sul posto da animali pascolanti; per lo più queste specie sono perenni o vivaci. I pascoli, che rappresentano la forma meno intensiva di foraggicoltura, risultano per la maggior parte dal disturbo antropico: disboscamento e incendi nelle savane e nelle praterie. Oltre a sostenere la produzione di carne, latte, lana, pelli e lavoro, i pascoli rappresentano l'habitat della gran parte della selvaggina del pianeta e forniscono una copertura permanente al suolo, prevenendone l'erosione e migliorandone potenzialmente le proprietà chimiche e fisiche.
Nei sistemi pastorali estensivi e semi-estensivi l'allevatore sfrutta le risorse naturali con investimenti scarsi o nulli. In alcune regioni, i diritti di utilizzo non sempre sono favorevoli al buon mantenimento e all'intensificazione, mentre la proprietà della terra o dei diritti di pascolo è essenziale per gli investimenti e la gestione sostenibile dei i pascoli.
Nei sistemi di produzione commerciali, la terra è detenuta in proprietà o in locazione a lungo termine e gli allevatori possono, quindi, investire in infrastrutture, in particolare acqua e recinzioni. Il pascolo a rotazione in appezzamenti recintati è diffuso in aziende sufficientemente remunerative da rendere redditizio l'investimento in recinzioni e in eventuali miglioramenti della flora pabulare e consente modalità di gestione favorevoli all'intensificazione della produzione. Con questo metodo la regolazione del pascolo è più agevole e se ne può prevenire lo sfruttamento eccessivo.

Un pastore con il suo gregge affronta un lungo viaggio verso un pascolo dalla zona desertica del distretto di distretto di Jaisalmer, nel Rajasthan, India.

#### Prati-pascoli
Sono foraggere la cui biomassa viene in parte pascolata e in parte falciata e asportata. I prati-pascoli possono essere coltivati in coltura pura o in consociazione con graminacee e leguminose, in generale si usa consociare una graminacea con due o tre leguminose.
Nelle zone temperate e subtropicali, tra le principali graminacee coltivate si distinguono Bromus spp., Cynodon dactylon, Dactylis glomerata, Festuca arundinacea, Lolium spp. (L. multiflorum, L. perenne), Melilotus curvula, Panicum spp., Phleum pratense, Poa spp. (P. arachnifera, P. pratensis, P. trivialis) e Setaria italica. Alcune di queste specie sono coltivate anche nelle zone tropicali di altitudine. Nelle consociazioni possono entrare, tra le altre, leguminose quali Lotus corniculatus, Medicago spp., Melilotus spp., Onobrychis viciifolia (lupinella) e Trifolium spp.. Tra le graminacee coltivate anche in zone a clima tropicale si distinguono Andropogon gayanus, Axonopus compressus, Cenchrus ciliaris, Dichanthium annulatum, Digitaria spp., Eragrostis curvula, Eragrostis tef e Paspalum spp. (P. conjugatum, P. dilatatum), che possono essere consociate con leguminose tra le quali Arachis pintoi, Chamaecrista rotundifolia, Macroptilium atropurpureum, Neonotonia wightii, Stylosanthes spp., Trifolium spp. e Vicia villosa. Tra le graminacee prevalentemente tropicali, Hyparrenia rufa, Melinis minutiflora, Pennisetum glaucum e Tripsacum laxum possono essere consociate con Centrosema molle, Desmodium spp., Macroptilium atropurpureum, Neonotonia wightii, Stylosanthes spp, Vigna parkeri ed arbusti quali Leucaena leucocephala e Sesbania sesban.
Altre specie foraggere graminacee di rilievo comprendono le seguenti: Agrostis spp., Arrhenatherum elatius, Bothriochloa spp. (B. bladhii, B. pertusa), Brachiaria spp. (B. decumbens, B. humidicola), Echinochloa pyramidalis, Heteropogon contortus, Hymenachne amplexicaulis, Megathyrsus maximus, Phalaris arundinacea, Setaria sphacelata, Themeda triandra e Thinopyrum intermedium.

#### Prati
I prati sono foraggere leguminose perlopiù poliennali che possono entrare nelle rotazioni e sono coltivate, per utilizzazione diretta o conservate sotto forma di fieno o di insilato, per assicurare la costante disponibilità di alimenti durante l'anno.
Arachis pintoi, Cajanus cajan, Chamaecrista rotundifolia, Clitoria ternatea, Desmodium intortum, Hedysarum coronarium (sulla), Macroptilium bracteatum, Medicago sativa (erba medica), Onobrychis viciifolia, Stylosanthes spp. (S. humilis, S. scabra) e Trifolium spp. (T. hybridum, T. incarnatum, T. pratense, T. repens), Vicia spp. (V. articulata, V. ervilia, V. narbonensis,  V. sativa), che possono essere coltivate in coltura pura o consociate con altre leguminose o con graminacee dei generi Bromus, Cenchrus, Cynodon, Digitaria, Festuca (F. pratensis, F. rubra), Lolium, Panicum, Paspalum, Sorghum, sono le specie più comuni nelle zone temperate e subtropicali. Molte di queste, come Arachis pintoi, Desmodium intortum e Stylosanthes spp., sono coltivate anche in zone tropicali.

Estesi campi di erba medica irrigati per aspersione nella Cache Valley in Utah (USA).

#### Erbai
Durante l'avvicendamento delle coltivazioni erbacee principali sullo stesso terreno, si verificano periodi che vanno dalla raccolta di una coltura alla semina di una coltura successiva. In questo lasso di tempo, il terreno rimane utilizzabile per la coltivazione di specie che abbiano breve durata. Queste coltivazioni, che si chiamano "intercalari", si eseguono per avere prodotti in granella o da utilizzare allo stato verde. Se le erbe vengono interrate per fertilizzare il terreno, si hanno gli erbai da sovescio, se invece vengono destinate all'alimentazione del bestiame, si tratta di erbai intercalari da foraggio. Gli erbai si distinguono in monofiti e polifiti e in primaverili, estivi, autunnali o autunno-invernali.

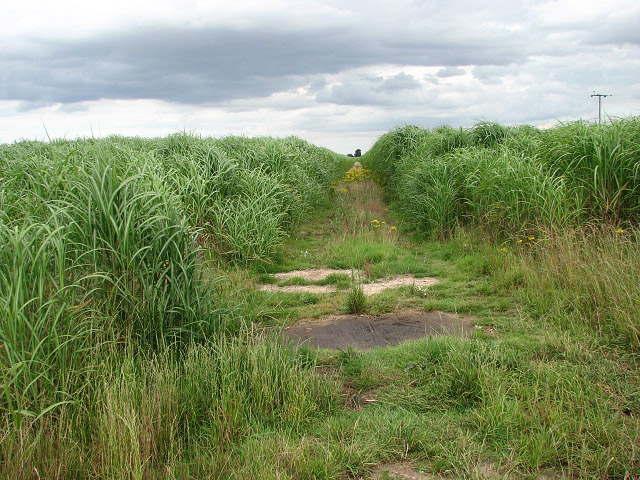
L’erba elefante, perenne, produttivo, irrigabile, adatto al pascolamento e come foraggio fresco, ma anche come fieno o insilato, per il controllo dell’erosione e per la produzione di carburante.

Il posto che l'erbaio può trovare nella rotazione dipende dalle condizioni di clima, di terreno e dalle esigenze e caratteristiche delle aziende agrarie. Nelle regioni aride, è soprattutto la disponibilità di umidità nel terreno, in genere determinata dal regime pluviometrico, a condizionare la realizzazione degli erbai intercalari e la loro composizione e produzione. Le basse temperature sono, invece, il principale fattore limitante nelle regioni settentrionali. La riuscita dell'erbaio dipende, oltre che dalle disponibilità idriche durante il ciclo colturale e dalla fertilità naturale del terreno, dagli apporti di fertilizzante, calibrati sulle esigenze delle varie specie, dalle produzioni attese e dalla coltura seguente.
Nei climi temperati e subtropicali, alcune delle graminacee sono anche coltivate per granella (Avena sativa, Hordeum vulgare, Lolium multiflorum, Panicum miliaceum, Pennisetum glaucum (miglio perlato), Secale cereale, Setaria spp., Sorghum vulgare, Triticum aestivum (frumento) e Zea mays (granturco). Tra le leguminose, alcune delle quali possono essere coltivate in consociazione con queste, sono comuni Lupinus albus, Pisum arvense (pisello), Trifolium (trifoglio) spp.,Trigonella foenum-graecum (fieno greco) e Vicia (veccia) spp.. Altre colture, appartenenti a varie famiglie, un tempo molto importanti, sono state in gran parte sostituite da mais e insilati di erba. Tra queste, Beta vulgaris, Brassica spp., Helianthus tuberosus (girasole), Rapa campestris e Sinapis spp.
Tra le specie coltivate anche in zone a clima tropicale si ricordano le graminacee Cenchrus americanus, Chloris gayana, Cynodon dactylon, Digitaria eriantha, Melinis minutiflora, Pennisetum glaucum, Pennisetum purpureum, Sorghum spp. e le leguminose Calopogonium mucunoides, Chamaecrista rotundifolia, Cyamopsis tetragonoloba, Crotalaria juncea, Desmodium intortum, Lablab purpureus, Macroptilium atropurpureum, Mucuna pruriens, Phaseolus lathyroides, Stylosanthes hamata e Vigna unguiculata.

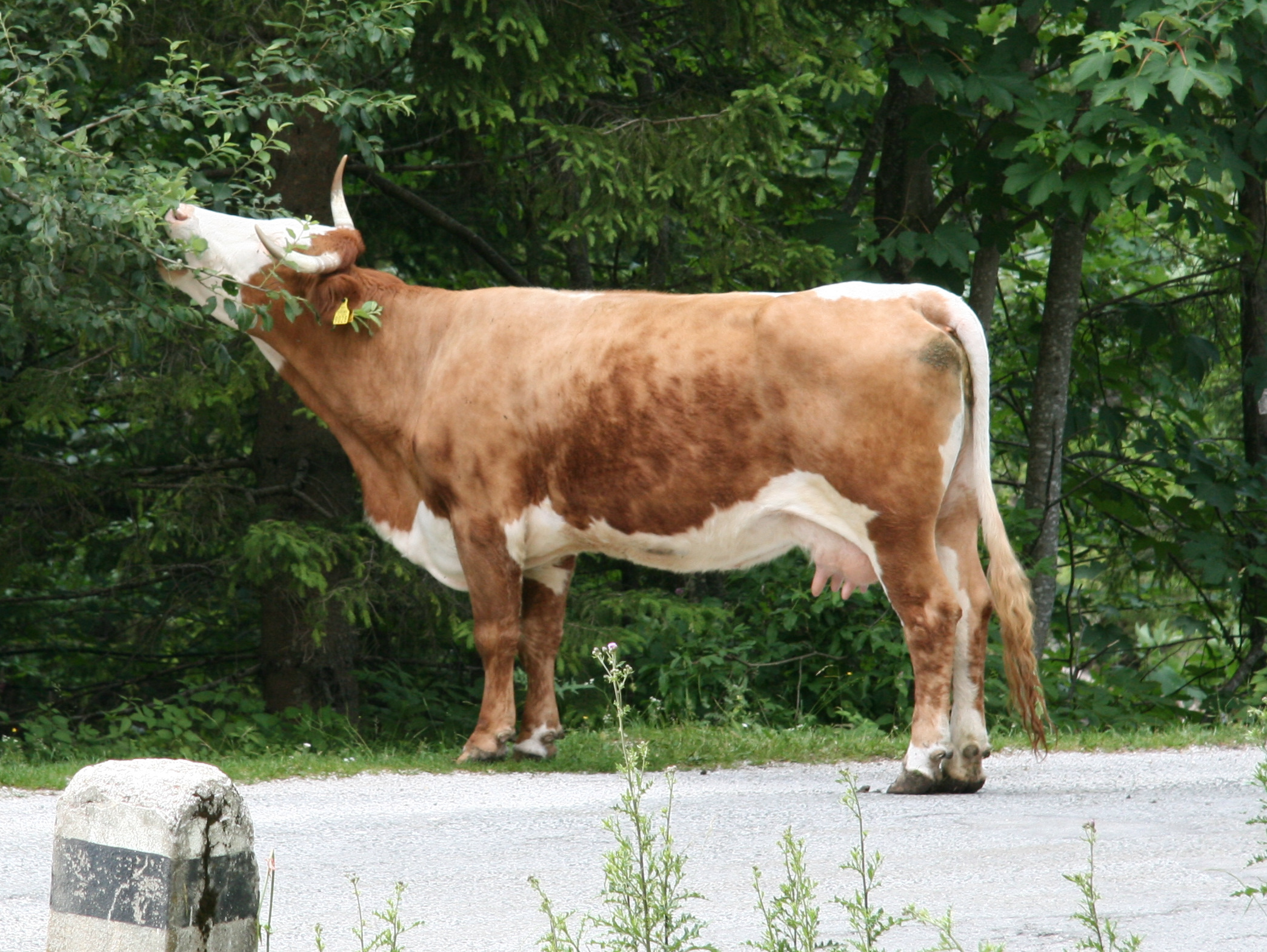
In Slovenia, al confine con l’Italia: una vacca al pascolo gusta le giovani fronde di un albero in primavera.

#### Arbusti, alberi ed altre foraggere
Alcuni arbusti ed alberi forniscono fogliame e talora frutti molto nutrienti, che vengono consumati sul posto o raccolti, soprattutto durante i periodi secchi e freddi quando le specie erbacee sono dormienti, e sono apprezzati soprattutto dai caprini, che li consumano tutto l'anno. Oltre a essere diffusi nelle savane e nelle boscaglie, si usano proficuamente per migliorare i pascoli e trovano utile impiego anche per la creazione di siepi antierosive e possono fornire buon legname e frutti per consumo umano.

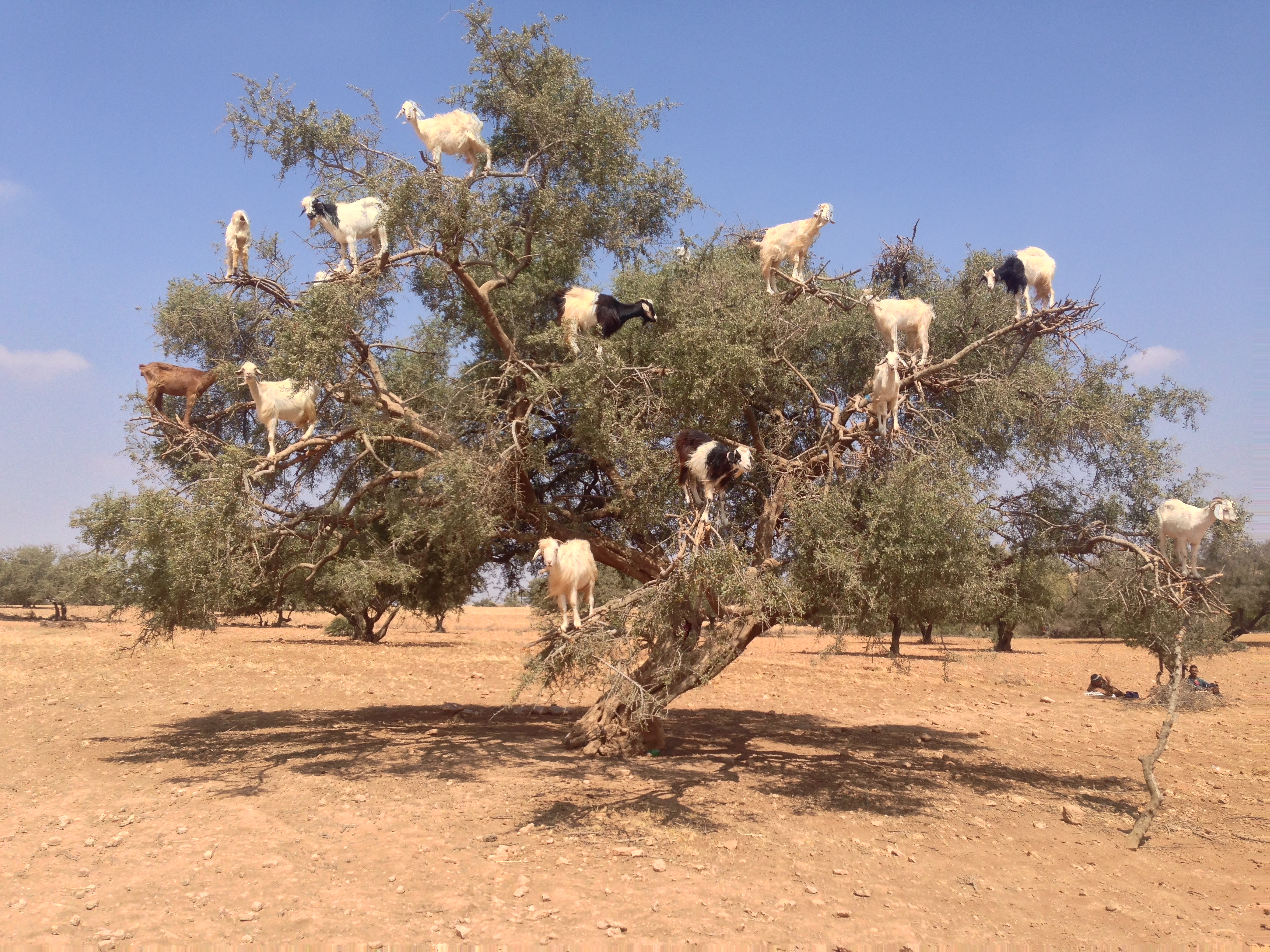
Capre spericolate brucano le energetiche drupe dell’Argania in Marocco, tra Marrakesh ed Essaouira.

Specie dei generi Acacia, Albizia (A. canescens, A. lebbeck), Cajanus cajan, Cytisus proliferus, Desmanthus virgatus, Erythrina, Prosopis, Leucaena, Gliricidia, Faidherbia, Prosopis e Sesbania sono tra le più diffuse nelle zone a clima tropicale e subtropicale. Piccoli e grandi ruminanti delle aree temperate e subtropicali apprezzano le parti più tenere e nutrienti di specie appartenenti ai generi Alnus, Erica, Morus (gelso), Ligustrum, Olea, Populus (pioppo), Quercus, Sorbus e Ceratonia siliqua (carrubo).

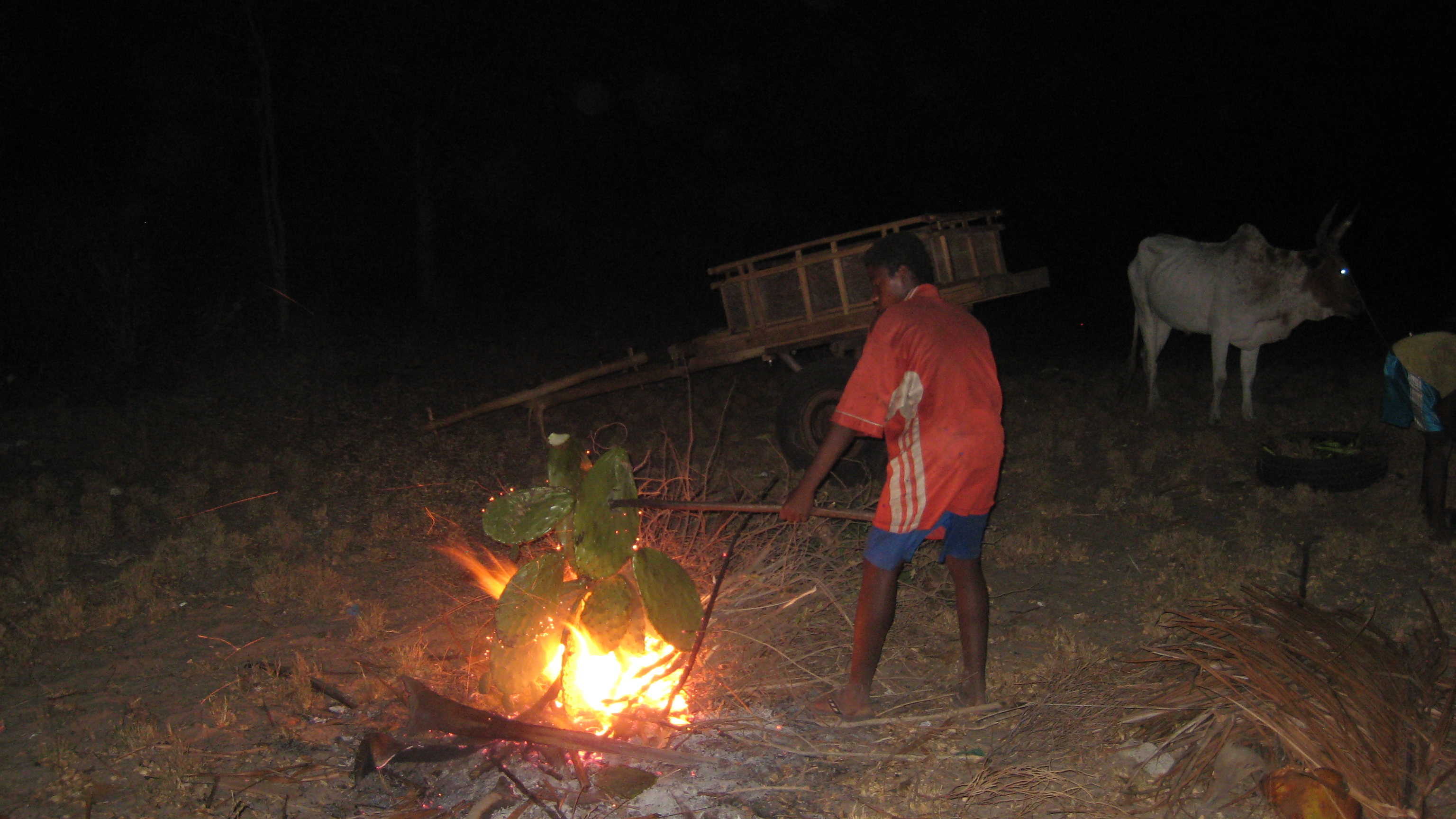
Nell’arido sud del Madagascar, un giovane pastore rende appetibile per i suoi zebù le pale di fico d'India bruciandone le spine.

Piante foraggere cosmopolite di qualche interesse sono anche le piante acquatiche Azolla pinnata e Eichhornia crassipes e Opuntia ficus-indica (fico d'India), pianta succulenta arborescente.

### Gestione e utilizzazione

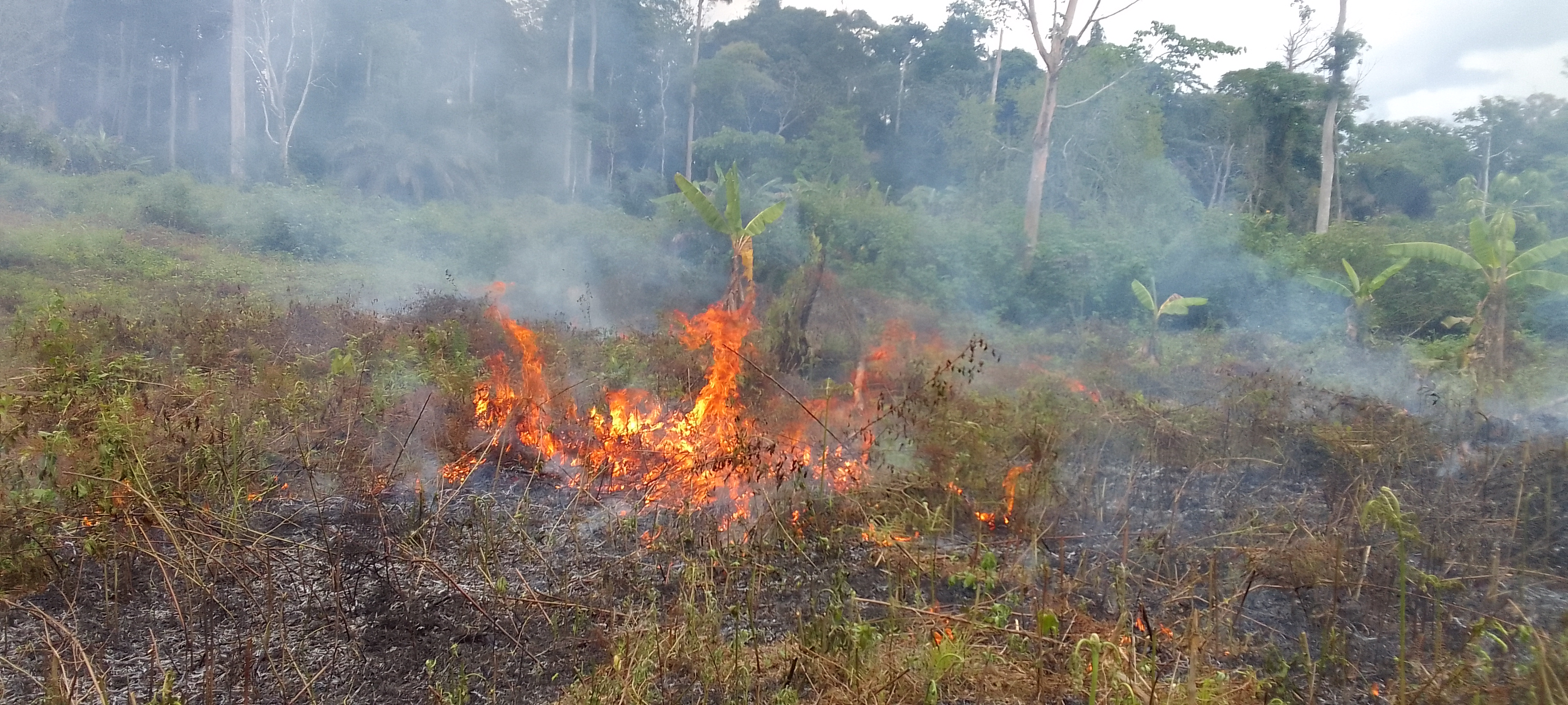
Fuoco nella stagione secca per la preparazione della campagna agricola nella savana nella Regione del Centro del Camerun.

#### Pascoli e prati
Il miglioramento dei prati naturali di solito comporta la soppressione almeno temporanea della vegetazione esistente e diversi gradi di disturbo della superficie del suolo (che generalmente conviene contenere al massimo per motivi di ordine economico e ambientale); spesso si usa il fertilizzante e, quando le leguminose vengono introdotte in un'area per la prima volta, è bene procedere all'inoculazione del seme con l'appropriato Rhizobium. Critica la scelta delle specie e delle cultivar, da effettuare in base alle caratteristiche del clima e del suolo e all'uso del prodotto finale (ad esempio, piccoli o grandi ruminanti, produzione di carne o di latte). Classica è la trasemina di essenze leguminose come il trifoglio sotterraneo nei pascoli di graminacee. Spesso è necessaria una gestione accurata per assicurare la durata delle specie introdotte, non escludendo la fertilizzazione. La regolazione del carico animale e la gestione della distribuzione spaziale e temporale del bestiame sono alla base del governo del pascolo. Per mantenere a lungo un pascolo, occorre adottare carico animale e cicli di rotazione adeguati, rispettare un corretto periodo di riposo tra i periodi di pascolo e, più raramente, fertilizzare alla ripresa della vegetazione ed effettuare manutenzioni meccaniche e/o chimiche. La quantità di bestiame che una determinata area di pascolo può mantenere non dipende solo dalla sua composizione botanica, ma deve tenere conto anche degli obiettivi di gestione e della disponibilità e ubicazione di altre risorse prative. Nei sistemi estensivi, la disponibilità di acqua determina molti modelli di migrazione: durante la stagione secca infatti, nelle aree dipendenti dalle acque superficiali stagionali, quando le fonti si sono esaurite, le mandrie devono spostarsi in altre aree.

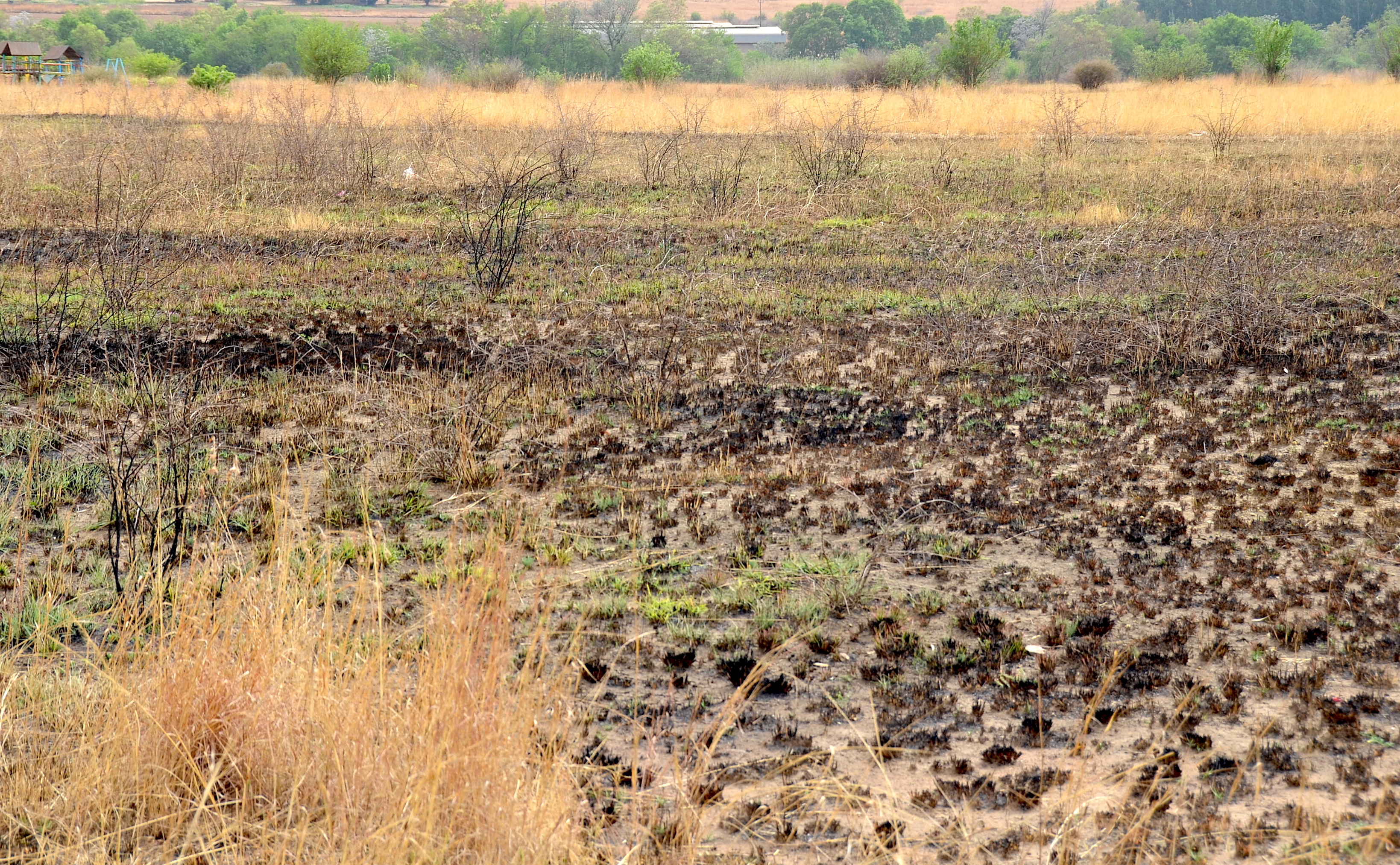
Esiti di un incendio controllato nella savana per stimolare la ricrescita delle piante erbacee e regolare la crescita di alberi e cespugli in Sudafrica.

Le alterazioni del pascolo riflettono squilibri che sono conseguenze sia di eventi climatici (siccità, eccesso d'acqua, ecc.), sia di incidenti (incendi) o attacchi fitosanitari o, più spesso di errori. Il più delle volte, basta correggerne la gestione; misure più radicali come rigenerazione (con sospensione totale del pascolamento) o rinnovamento (indispensabile per i pascoli che non presentano più la capacità a rigenerarsi spontaneamente) sono opportune, se il degrado è maggiore. L'eccessiva diffusione della vegetazione arbustiva - e gli arbusti meno graditi possono prevalere quando quelli più appetibili sono eccessivamente pascolati - di solito indica difetti nel sistema di gestione. Nei sistemi tradizionali, il fuoco è l'agente più comune per controllare alberi e arbusti; questo è un fattore importante nel determinare la composizione della vegetazione e un potente strumento nella gestione delle praterie, utilizzato per eliminare i resti poco appetibili della stagione precedente, facilitare la ricrescita della vegetazione erbacea e controllare quella legnosa. Gli incendi devono essere però attentamente programmati e controllati, per evitare seri danni all'intero ecosistema, in particolare alla fauna selvatica.

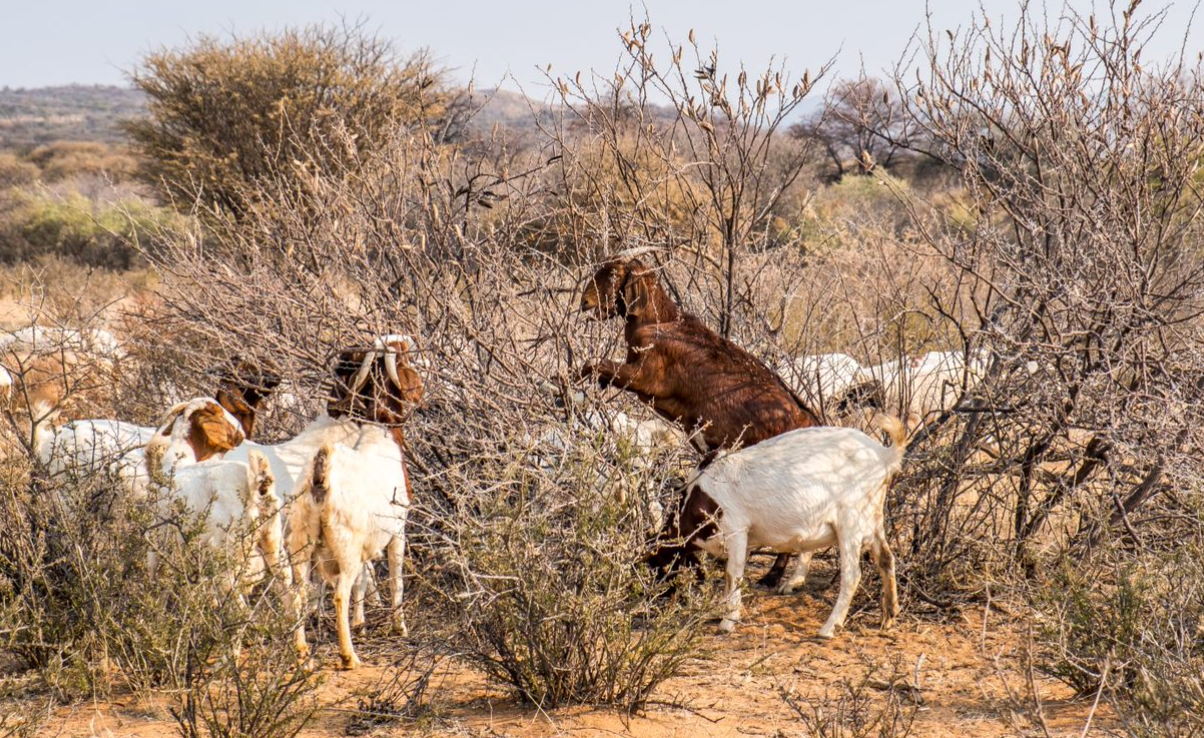
Le capre possono contribuire validamente al controllo dell'invasione dei pascoli da parte degli arbusti. Qui siamo in Namibia.

La maggior parte (quasi il 70%) delle praterie è degradata. Indipendentemente dalla zona ecologica, il pascolo eccessivo è una delle principali cause di degrado. In particolare nelle zone subumide, semiaride o aride in cui predominano le praterie tropicali, il sovrappascolo induce la compattazione del suolo e l'idromorfismo; nei suoli aridi esso provoca principalmente la riduzione della copertura del suolo, le successive erosione (ad opera del vento o dell'acqua) e desertificazione.
I prati e i pascoli possono immagazzinare quantità molto elevate di carbonio. Soluzioni che ne aumentano drasticamente il sequestro comprendono le seguenti: controllo del pascolo (intensità, frequenza, stagionalità) e migliore gestione degli incendi per controllare la crescita delle piante legnose; modifica della qualità delle graminacee e introduzione di specie più produttive con apparati radicali più profondi e più resistenti al degrado e di leguminose azotofissatrici; adozione di pratiche agronomiche che comportano una diminuzione della perdita di carbonio e un aumento dell'apporto di carbonio al suolo.
L'utilizzazione dei pascoli è stagionale, determinata dalle condizioni atmosferiche (neve, ghiacci, allagamenti, siccità) ed è quindi spesso necessaria l'integrazione con sistemi che garantiscano l'alimentazione del bestiame tutto l'anno (pascolamento dei residui agricoli, transumanza verso zone ricche di disponibilità alimentari, fienagione, insilaggio, impiego di mangimi).

#### Operazioni colturali
Le operazioni per la coltivazione dei foraggi variano a seconda del sistema colturale e delle colture stesse. L'impiego di sistemi convenzionali di lavorazione del terreno che comportano livelli elevati di meccanizzazione e consumi massicci di energia fossile e l'esposizione prolungata del suolo agli agenti atmosferici contribuiscono fortemente al degrado delle risorse naturali e dell'ambiente. L'adozione della lavorazione minima o nulla permette di proteggere fisicamente il suolo dall'azione negativa del sole, della pioggia e del vento e favorisce lo sviluppo della fauna del suolo. Il risultato è una riduzione dell'erosione e un incremento della sostanza organica.
L'elenco indicativo delle principali operazioni dalla preparazione del letto di semina alla raccolta fornito di seguito consente di avere un'idea delle tecnologie possibili.
- Decespugliamento, eliminazione di pietre, ceppi e termitai, per consentire il passaggio delle macchine per la raccolta
- Preparazione del letto di semina: aratura, erpicatura e/o vangatura o zappatura e livellamento (non necessario se si adotta la semina diretta sul sodo)
- Eventuale concimazione di fondo
- Sistemazione eventuale su terreni in pendenza nelle regioni semiaride
- Scarificazione eventuale delle sementi di leguminose
- Inoculazione eventuale con Rhizobium specifico in caso di semina di leguminose
- Semina a spaglio (prima di una leggera erpicatura) o a righe, con seminatrici manuali o meccaniche
- In alternativa, eventuale concimazione localizzata
- Contrasto eventuale delle infestanti (manuale, meccanico o con prodotto erbicida)
- Rullatura eventuale
- Irrigazione eventuale
- Concimazione eventuale (dopo ogni taglio)
- Falciatura manuale o meccanica per foraggiata fresca oppure
- Falciatura manuale e successivo arieggiamento per fienagione oppure
- Falciatura meccanica, andanatura e rivoltamento dell'andana, condizionamento eventuale (schiacciamento dell'erba), imballatura, trasporto, immagazzinamento oppure
- Raccolta con raccogli-trincia-raccoglitrice, trasporto e insilaggio
- Pascolamento eventuale dei ricacci
- Scarificatura periodica eventuale

#### Raccolta e conservazione
La raccolta dei foraggi si effettua manualmente o utilizzando apposite attrezzature che differiscono principalmente per la destinazione del prodotto e del livello tecnologico delle imprese. 

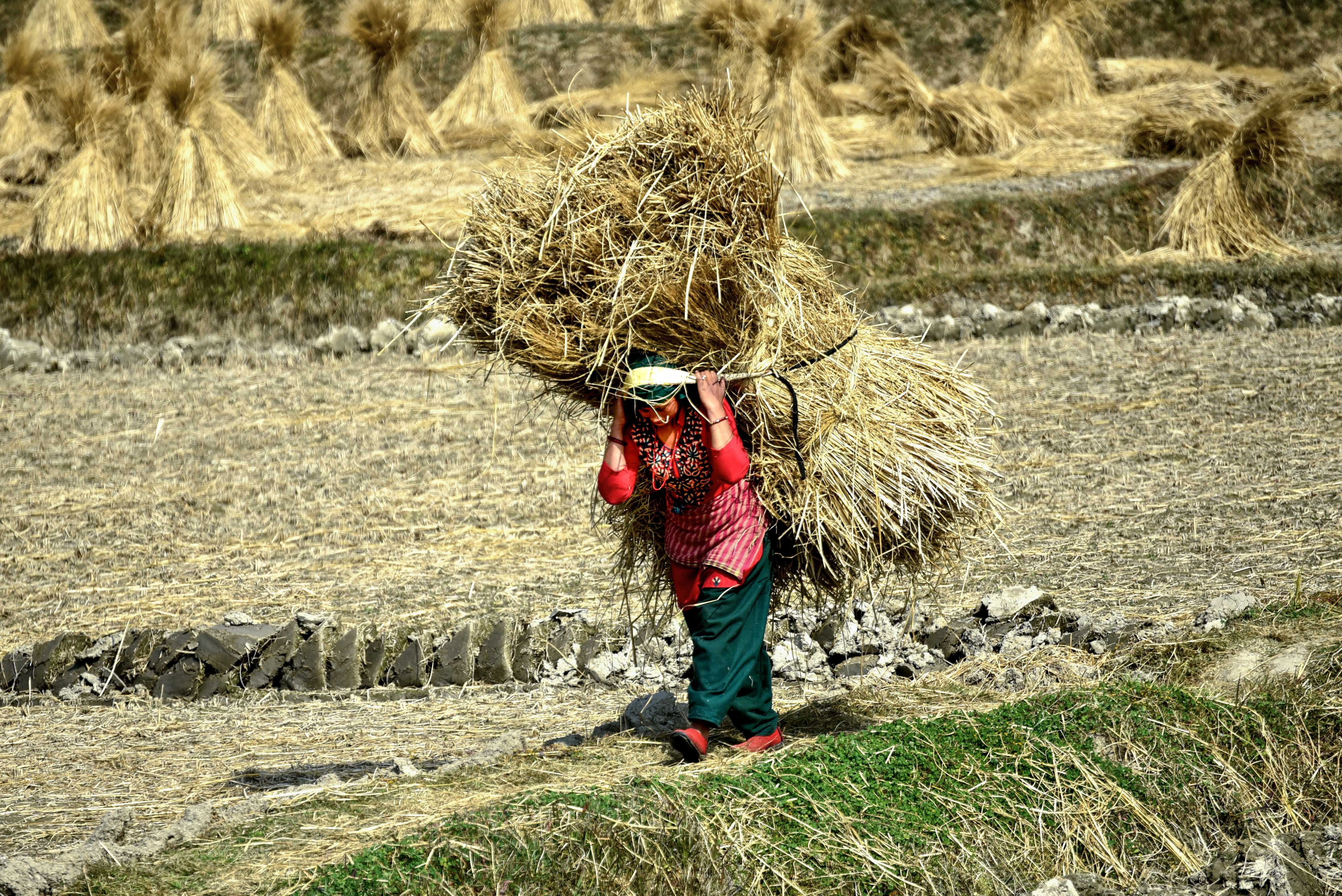
Una donna porta un intero mannello di fieno ai suoi animali in Nepal.

In ambiente contadino - qui i foraggi sono destinati principalmente al consumo fresco o alla fienagione - tutte le operazioni, dal taglio al trasporto alla stalla sono effettuate manualmente o con l'ausilio del traino animale. Nel settore moderno – i foraggi possono essere destinati anche all'insilamento - le operazioni sono realizzate meccanicamente.
La disponibilità di foraggio per gli animali in allevamento deve essere assicurata durante tutto l'anno, ma la produzione di erba è caratterizzata da marcata stagionalità. Il pascolo tutto l'anno è raramente praticabile in condizioni temperate con notevoli eccezioni in alcune parti della Nuova Zelanda, talvolta con l'ausilio di alberi da foraggio e arbusti nella stagione secca. In taluni sistemi, si ovvia alla stagionalità con la transumanza o l'alpeggio; nelle aree con stagione di crescita termica continua, come in gran parte dei tropici, gli allevatori cercano di mantenere l'alimentazione verde o il cosiddetto fieno in piedi. Nelle zone con inverno marcato, la conservazione è un'opzione necessaria, che si consegue con la fienagione (per le piante con stelo relativamente sottile) e l'insilaggio. Molte sono le specie di leguminose (erba medica in primis) e di graminacee (mais e sorgo sono le più impiegate), che si prestano all'affienamento ed all'insilaggio. Quest'ultimo è particolarmente adatto per la conservazione del foraggio ad alto contenuto in acqua. In sintesi:
- l'insilaggio si basa, mediante la trasformazione degli zuccheri solubili dei foraggi in acido lattico ad opera di enzimi e microrganismi (batteri), sull'instaurazione all'interno della biomassa vegetale di processi fermentativi anaerobici, finalizzati alla creazione di un ambiente acido avverso alla proliferazione di microrganismi degenerativi della massa organica[33][34];
- la fienagione, che più comunemente si effettua in campo, consiste nell'abbassare il più rapidamente possibile il contenuto in acqua dell'erba (80%) fino a valori tali (12-15%) da inibire l'attività biologica dell'erba e dei microrganismi in essa presenti[35].

## Piante ausiliarie
Le piante foraggere possono svolgere anche funzioni complementari tra cui la conservazione e il miglioramento del suolo, la pacciamatura e l'ombreggiatura. La copertura vegetativa, il maggese e il sovescio aumentano il tasso di infiltrazione dell'acqua, proteggono il suolo dall'erosione e forniscono residui di biomassa che aumenta la sostanza organica del terreno. Nel seguito sono segnalate le specie foraggere che assolvono a queste molteplici funzioni.

### Piante per la protezione del suolo e il miglioramento della fertilità
La stabilizzazione dei terreni sciolti o sabbiosi si consegue attraverso l'impiego di arbusti dotati di un apparato radicale che arriva a utilizzare l'acqua in profondità e di piante erbacee dotate di vegetazione aerea e di radici fascicolate capaci di limitare i movimenti dei granelli di sabbia, meglio se a crescita rapida e tolleranti la salinità. Le specie di arbusti più comunemente utilizzate comprendono varie specie di Acacia e di Prosopis, mentre tra le specie erbacee sono utili Tephrosia purpurea e Vetiveria zizanioides. Nelle regioni umide, il degrado dei pascoli può ridurre la capacità del suolo di assorbire la pioggia, con erosione e trasporto a valle di particelle di terreno e sottrazione di elementi minerali e organici. Questi fenomeni si possono contrastare con la creazione di bande e siepi anti-erosive di vegetazione permanente lungo le curve di livello. Per l'inerbimento si possono usare graminacee stolonifere (ad esempio Digitaria umfolozi) mescolate a leguminose fittonanti (Flemingia congesta, Desmodium spp. e varie Stylosanthes). Altre specie di graminacee perenni sono le seguenti: Andropogon gayanus, Axonopus compressus, Brachiaria decumbens, Cenchrus ciliaris, Chloris gayana, Digitaria umfolozi, Panicum maximum, Tripsacum laxum, Vetiveria spp. e Pennisetum spp.. Tra gli arbusti usati per le siepi, le seguenti specie leguminose sono anche capaci di fornire una integrazione proteica al bestiame: Calliandra calothyrsus, Cajanus cajan, Ceratonia siliqua, Gliricidia sepium, Leucaena leucocephala, Lotus uliginosus, Sesbania sesban e Prosopis spp..
I generi e le specie erbacee usate per il maggese comprendono graminacee quali Andropogon gayanus, Brachiaria ruziziensis, Cenchrus ciliaris, Chloris gayana, Pennisetum purpureum e leguminose, tra cui: Cajanus cajan, Calopogonium mucunoïdes, Canavalia spp., Chromolaena odorata, Crotolaria spp., Desmodium uncinatum, Dolichos lablab, Flemingia congesta, Glycine wightii, Macrotyloma uniflorum, Mucuna spp., Pueraria phaseoloides, Sesbania sesban, Stylosanthes hamata, Tephrosia spp., Vigna unguiculata (fagiolo dall'occhio) e Zornia glochidiata. I più comuni generi delle foraggere legnose comprendono Acacia, Albizzia, Leucaena, Prosopis e specie come Faidherbia albida, Gliricidia sepium e Ziziphus mauritiana.
Le specie più comunemente utilizzate per il sovescio nelle zone a clima temperato comprendono le leguminose Faba minor (favino), Lupinus spp., Medicago lupolina, Onobrychis viciifolia, Pisum sativum, Trifolium spp. e Vicia spp. e le graminacee Avena sativa, Fagopyrum esculentum, Hordeum vulgare, Lolium multiflorum e Secale cereale. Nelle zone tropicali, sono comunemente impiegate le leguminose Aeschynomene americana, Calopogonium mucunoides, Cyamopsis tetragonoloba, Gliciridia sepium, Pueraria phaseoloides, Crotalaria spp., Indigofera spp., Sesbania spp., Tephrosia spp. e Vigna spp.. Azolla pinnata è usata tradizionalmente in risicoltura sommersa in Cina e in Vietnam.

### Piante da copertura, da pacciamatura, da ombra e da recinzione
Le piante da copertura si impiegano anche per proteggere i terreni coltivati evitando di lasciare il terreno scoperto negli intervalli tra colture principali e per contrastare le erbe infestanti. In questo caso, si tratta di specie annuali a crescita rapida quali Lablab purpureus, Vigna spp. ed alcune specie del genere Phaseolus. Le specie leguminose comprendono Aeschynomene americana, Arachis pintoi, Calopogonium mucunoides, Indigofera spicata, Pueraria, Sesbania sesban, Stylosanthes guianensis e Vigna hosei, che possono anche fornire un buon foraggio; Mucuna pruriens e Mimosa invisa hanno una notevole capacità di contenere le infestanti, in particolare Imperata cylindrica. Specie di altre famiglie includono Axonopus compressus e Paspalum conjugatum. Particolarmente interessanti sono le leguminose Acacia spp., Calliandra calothyrsus, Crotalaria grahamiana e C. macrophylla, Gliricidia sepium, Leucaena leucocephala e Senna siamea, le cui potature succulente, ricche di azoto, che si decompongono rapidamente, svolgono anche le funzioni tipiche del sovescio.

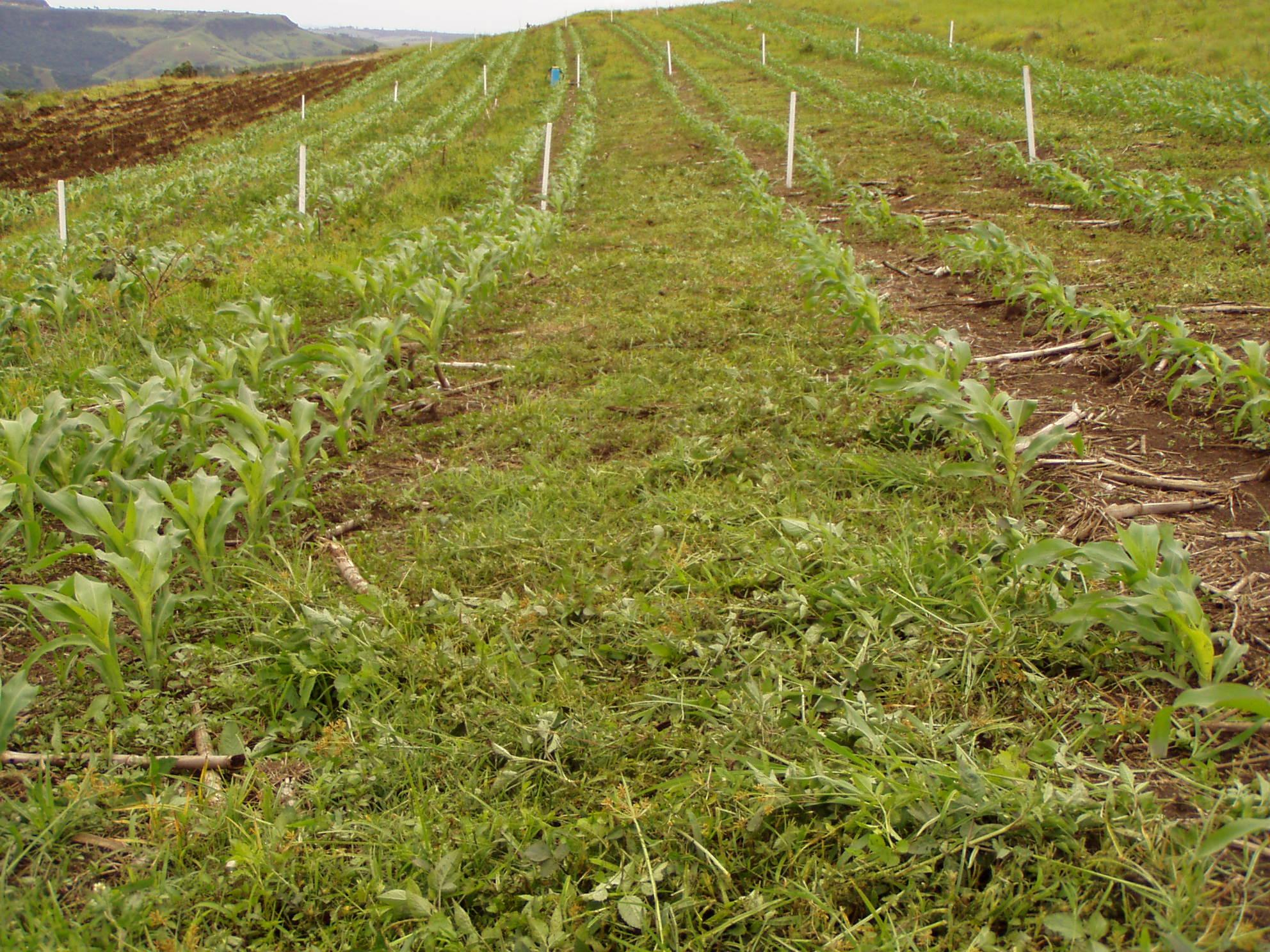
Mais seminato in righe binate lungo le curve di livello alternato a vegetazione naturale e coltivata per formare fasce di copertura permanente in KwaZulu-Natal (Sudafrica).

Le recinzioni vive non solo segnano i confini tra le proprietà, contengono o escludono il bestiame e gli animali selvatici dalle coltivazioni, ma forniscono anche ombra, legna da ardere, foraggio, materiale per pacciamatura e concime verde. La specie più utilizzata nelle regioni tropicali è probabilmente Leucaena leucocephala, altre specie comunemente utilizzate appartengono ai generi Acacia, Flemingia macrophylla e Gliricidia sepium.
Molte colture arboree tropicali beneficiano dell'ombreggiamento nel periodo che segue il trapianto per ridurre la traspirazione delle giovani piantine fino alla completa radicazione, mentre per altre, come il cacao, il caffè e il tè, l'ombreggiamento è praticato durante tutto il ciclo. Gli alberi e arbusti da ombra comunemente usati comprendono piante agroforestali quali varie specie di Acacia e di Albizzia, Erythrina spp., Flemingia macrophylla, Gliricidia sepium, Grevillea robusta, Paraserianthes falcataria, Inga spp., Leucaena spp., Sesbania spp. e Tephrosia spp..

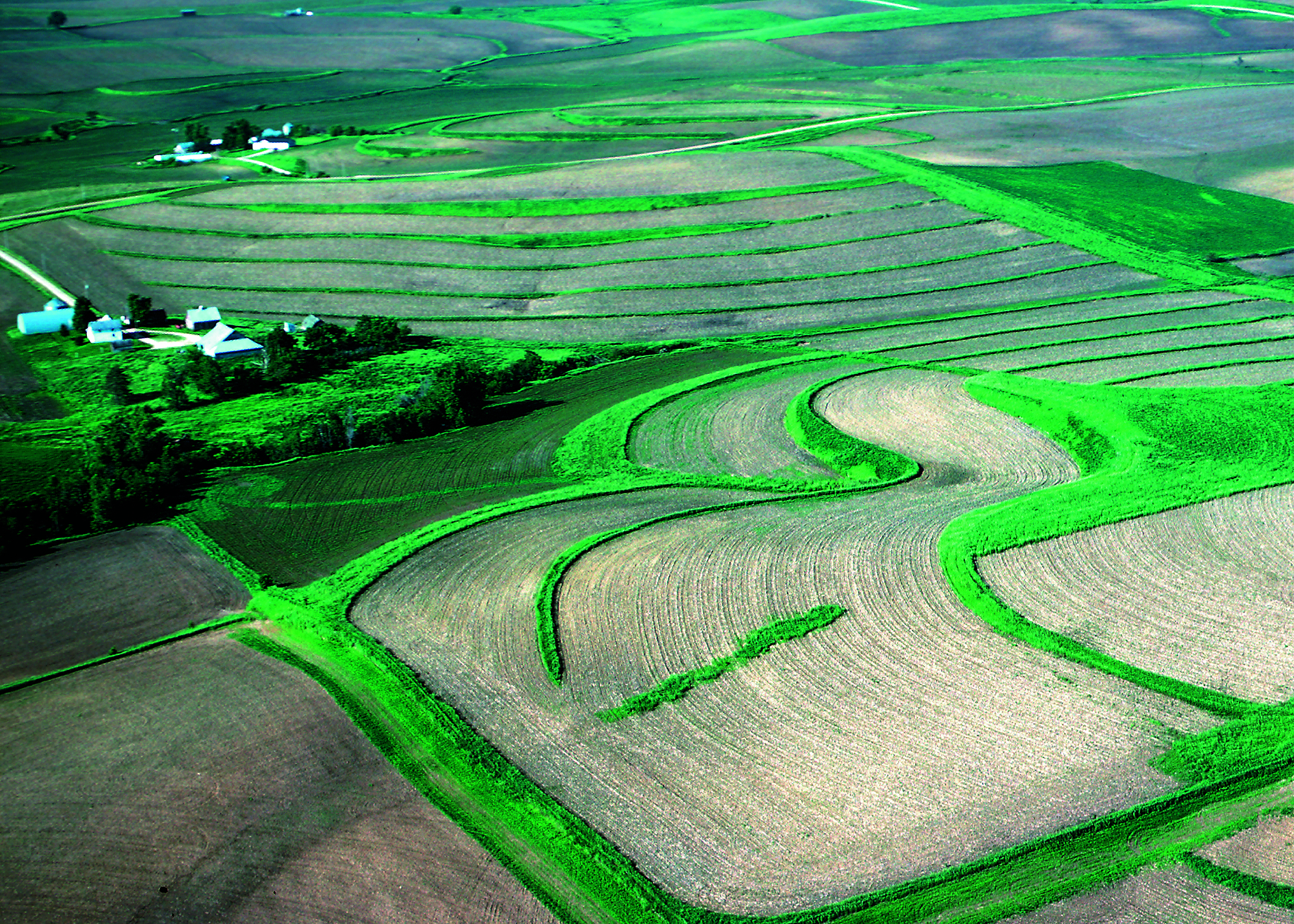
Questi terreni nello Iowa occidentale (USA) pronti per la semina (dunque nudi) sono esposti al rischio di erosione anche per la pendenza che favorirebbe il ruscellamento se non fossero state prese misure di inerbimento quali fasce tampone e semine lungo le curve di livello.

## Residui delle colture
L'integrazione dell'agricoltura con l'allevamento è comunemente considerata suscettibile di migliorare la produttività del suolo e mantenere la qualità dell'ambiente. In questo ambito, il pascolo dei residui colturali è una pratica importante, in particolare negli scenari di riduzione delle superfici a pascolo e aumento del costo dei mangimi.
Le parti non commestibili di cereali e leguminose costituiscono circa la metà della biomassa colturale che rimane sul campo dopo la raccolta, la maggior parte della quale può essere trasformata dai ruminanti in prodotti di pregio economico. I residui colturali sono sempre stati un'importante fonte di alimentazione in molte aree, in particolare nei periodi di magra, soprattutto nei sistemi di produzione su piccola scala. I residui vegetali sono anche efficaci nel prevenire l'erosione e ridurre il ruscellamento. Con la gestione attenta dei residui colturali è inoltre possibile aumentare il contenuto organico del suolo.

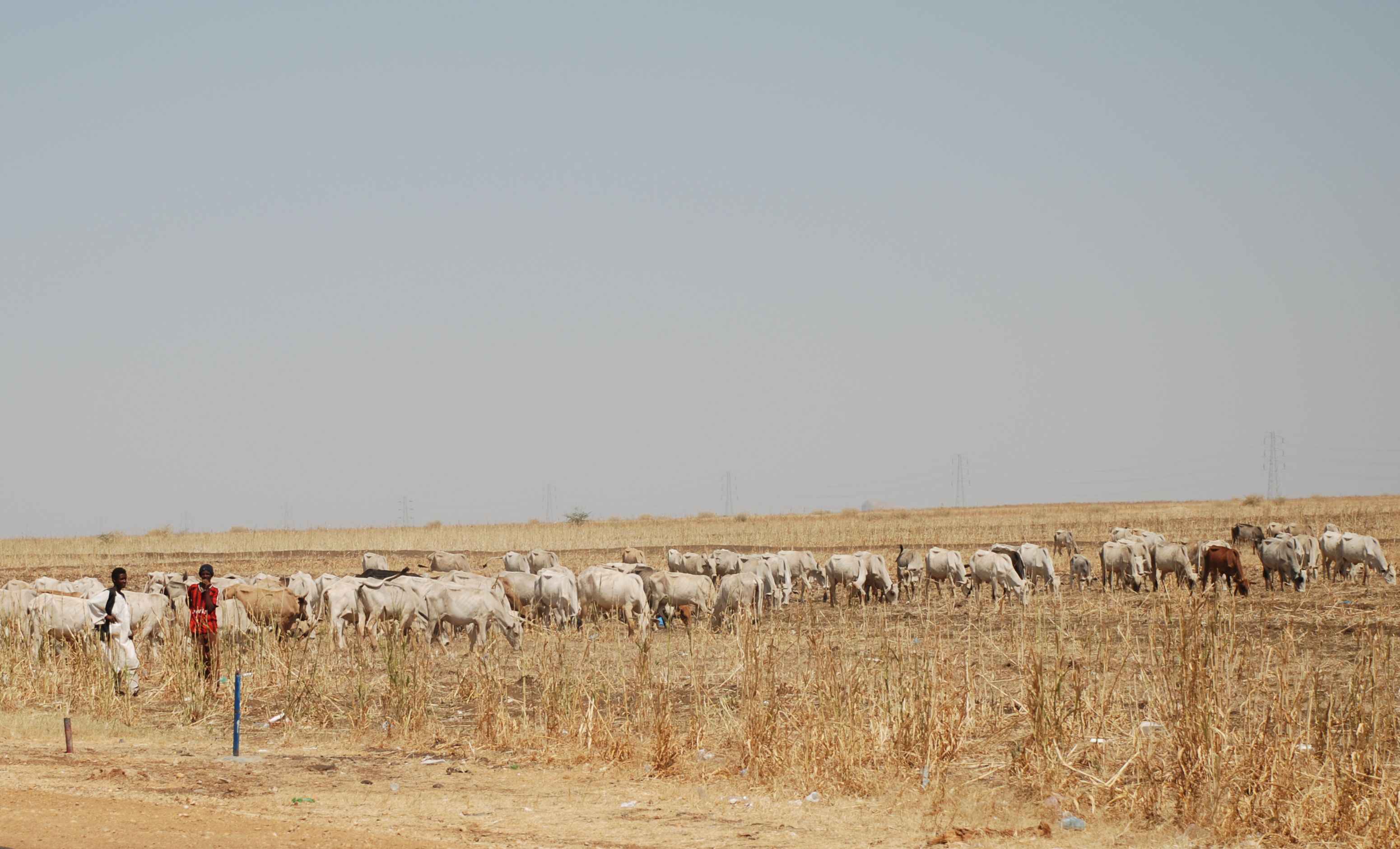
Una mandria di bovini pascola le stoppie di sorgo nella regione centro-orientale del Sudan.

### I principali residui colturali
Nelle zone temperate, la paglia di cereali comuni (avena, frumento, miglio, orzo e riso) e di leguminose come arachidi, ceci, fagioli, fave, piselli e soia, è stata tradizionalmente utilizzata ed è ancora oggi estremamente importante nei paesi in via di sviluppo, nonostante la scarsa digeribilità e il basso contenuto proteico, mentre in Europa occidentale è considerata un alimento povero, da utilizzare solo in caso di emergenza. In India, ad esempio, la paglia di riso, frumento, miglio africano, mais, sorgo, miglio perlato e le cime di canna da zucchero sono tra i principali alimenti animali.

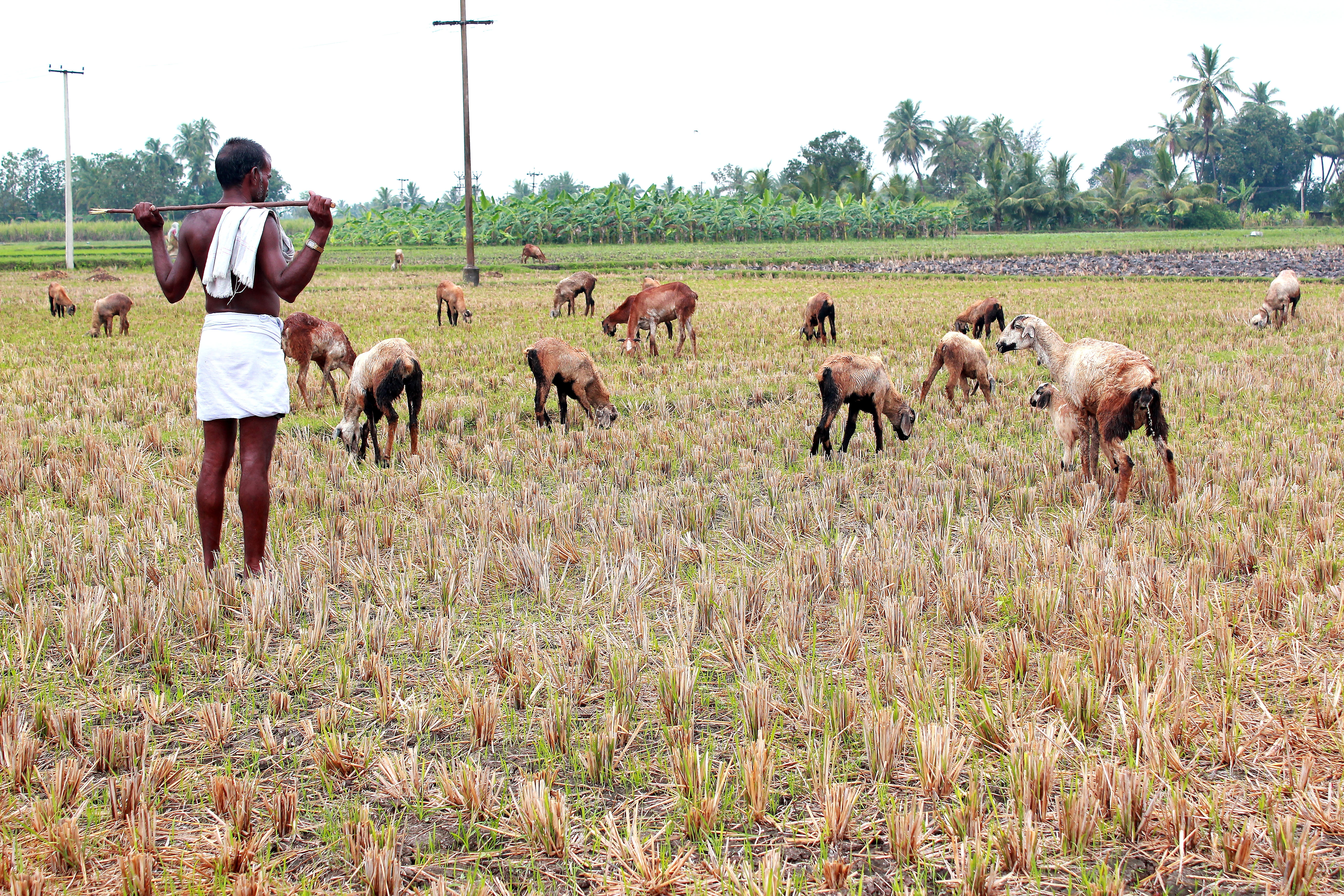
Un pastore con le sue capre nelle stoppie di riso in Niger.

I residui di mais e di sorgo, che hanno un valore nutritivo superiore a molte paglie, sono i più importanti per quantità e qualità. Dotati di un più elevato valore nutritivo, forniscono un buon foraggio anche i residui di molti legumi alimentari e importanti sono ugualmente le cime delle piante di canna da zucchero, la parte aerea della barbabietola da zucchero e delle patate dolci, la frutta e la verdura non commercializzabili, il fogliame di banana, così come le potature di alcuni alberi, tra i quali gli ulivi, e i gambi, le foglie, i germogli e le capsule immature di cotone, che costituiscono un buon alimento soprattutto per i piccoli ruminanti.

### Consumo diretto e conservazione
I residui di mais possono essere pascolati direttamente, insilati o essiccati. Anche quelli di sorgo forniscono un buon foraggio, ma il loro pascolo è potenzialmente pericoloso per la possibilità che nei ricacci compaiano sostanze cianogeniche, mentre gli steli di cotone possono essere pascolati o portati nella stalla per l'alimentazione invernale a condizione che non siano stati usati pesticidi. Nei sistemi di agricoli tradizionali, gli stocchi e le paglie sono solitamente essiccati e ammucchiati nel campo o stoccati sui tetti delle case o nei fienili, mentre nell'agricoltura commerciale possono essere raccolti e insilati, con o senza trattamento con urea. Vengono insilate anche le parti verdi delle potature, della canna da zucchero, della barbabietola da zucchero e delle banane, così come frutta e verdura di scarto.
I fieni grossolani e le paglie sono utilizzati in modo più efficiente se triturati e la loro appetibilità e digeribilità possono essere migliorate con semplici trattamenti con ammoniaca, la cui convenienza è soggetta a valutazione economica. Poiché i residui colturali di solito sono poveri in proteine, l'integrazione proteica può avvenire sotto forma di concentrati o fieno di leguminose, oppure di azoto non proteico, utilizzabile dalla microflora ruminale, come l'urea o il bicarbonato di ammonio, mentre la melassa e i blocchi di urea forniscono al tempo stesso azoto non proteico ed energia prontamente disponibile.

### Vantaggi e svantaggi

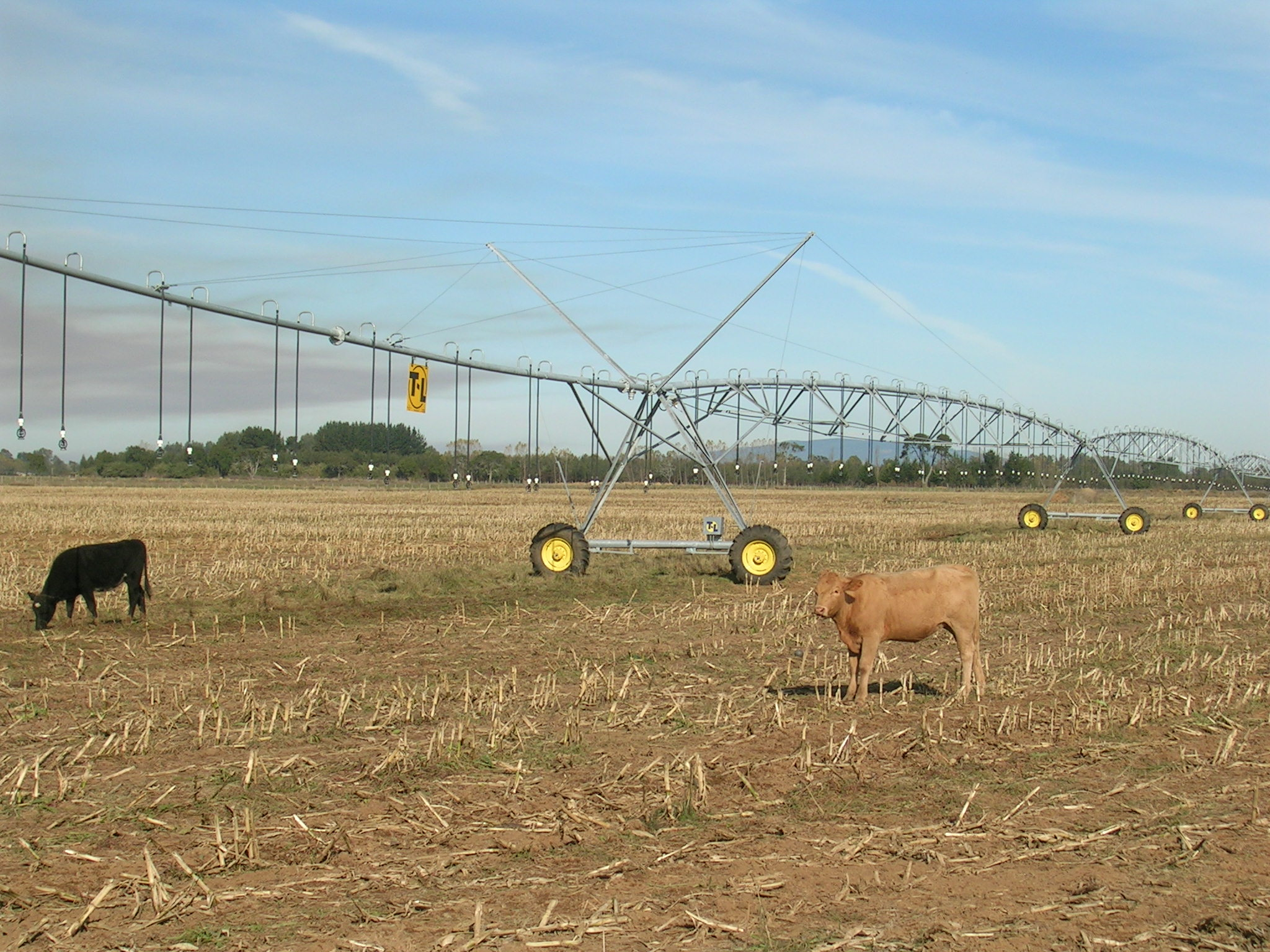
Bovini al pascolo tra le stoppie di granoturco.

Per quanto riguarda i residui che si asportano dal terreno per consumo diretto o conservazione, non si evidenziano svantaggi particolari, laddove le condizioni e le caratteristiche delle imprese agro-zootecniche ne permettano la corretta ed economica utilizzazione. Nei sistemi agro-zootecnici più avanzati, vantaggi e svantaggi del pascolo dei residui colturali sono difficili da valutare, compreso il costo del ritardo delle operazioni sul campo e il bilancio tra rimozione e apporti di nutrienti e materia organica. Rispetto alla raccolta e conservazione, il pascolo genera perdite di materiale, ma fa risparmiare manodopera e restituisce, con le deiezioni, sostanza organica al terreno. Inoltre, sul campo viene lasciato un residuo sufficiente a limitare l'erosione del suolo.
Il pascolo dei residui può compattare il terreno diminuendone la permeabilità, ma ciò non si traduce in genere in una riduzione delle rese. Esso ha un effetto minimo o nullo sull'erosione del vento e dell'acqua e sulle proprietà idrauliche, ma per contro ha spesso un impatto positivo sui nutrienti del suolo. In effetti, il pascolo moderato può mantenere o aumentare la concentrazione di sostanza organica nel suolo, mentre il sovrappascolo può ridurre la concentrazione di materia organica, a lungo termine.
Nel caso emblematico del mais, quando pascola i residui (stocchi, fogliame e pannocchie sfuggite alla raccolta), il bestiame seleziona e mangia prima la granella, poi le foglie e infine i tutoli e gli stocchi. All'aumentare del carico di capi per ettaro, il contenuto in nutrienti del residuo diminuisce più rapidamente. Il pascolo a sezioni o lo spostamento del bestiame da un campo all'altro, che permette di estendere il periodo di pascolo, garantisce un apporto di nutrienti più uniforme e previene il sovrappascolo, si può ottenere utilizzando recinzioni elettriche.
Laddove, come in gran parte del Sahel e in molte altre aree marginali del continente africano, la maggior parte dei sistemi di produzione combina un'agricoltura manuale estensiva con la tendenza all'allevamento transumante, le deiezioni animali sono un fattore essenziale nella restituzione degli elementi nutritivi esportati dalle colture. Questi apporti derivano anche dal drenaggio di elementi fertilizzanti dai pascoli verso i coltivi, i cui residui colturali costituiscono mediamente un foraggio che, per quantità e qualità, risulta paragonabile a quello del pascolo naturale.

## Cambiamento climatico

### Cause ed effetti

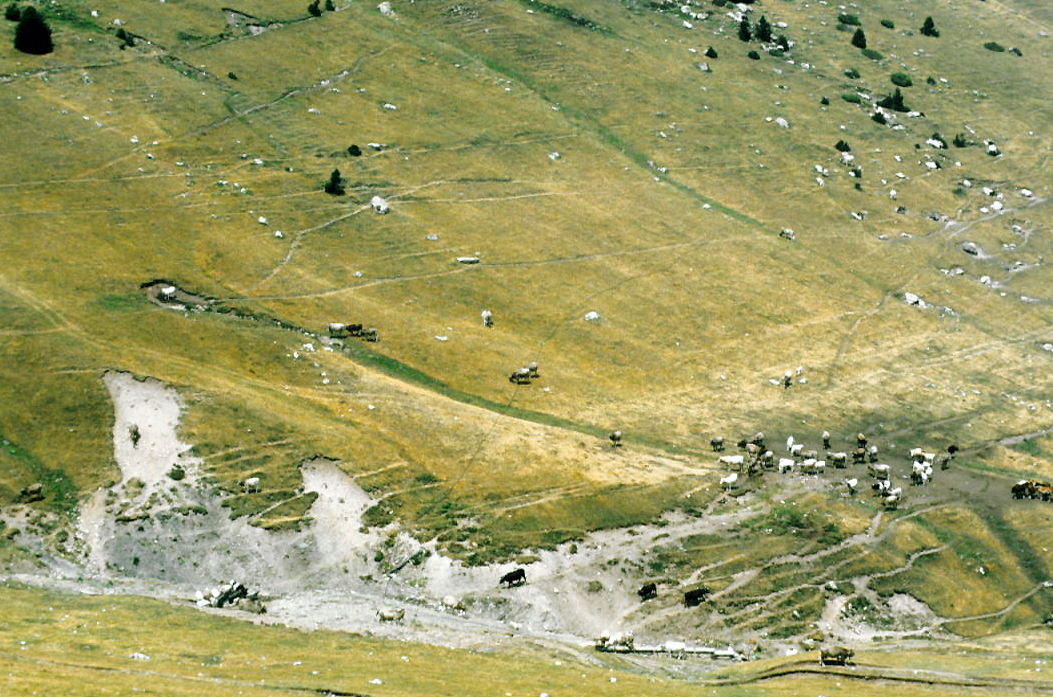
Erosione provocata dal calpestio e dal sovrappascolo sui pendii della Bassa Cerdagna nei Pirenei Orientali (Catalogna).

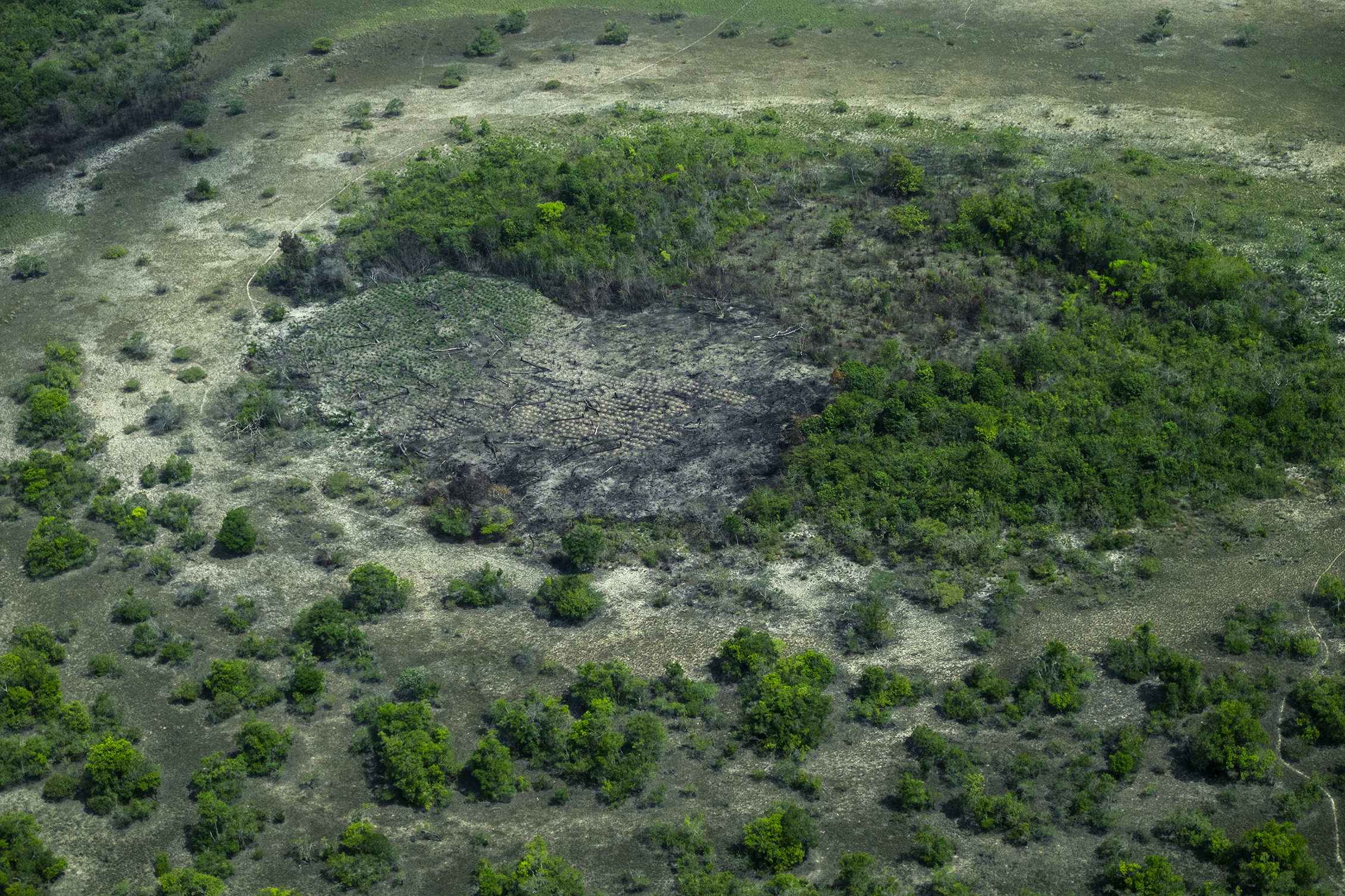
Le foreste sono compromesse dalla creazione di pascoli e dalla messa in coltura. Qui siamo nei pressi di Bonfim, nell’Amazzonia brasiliana.

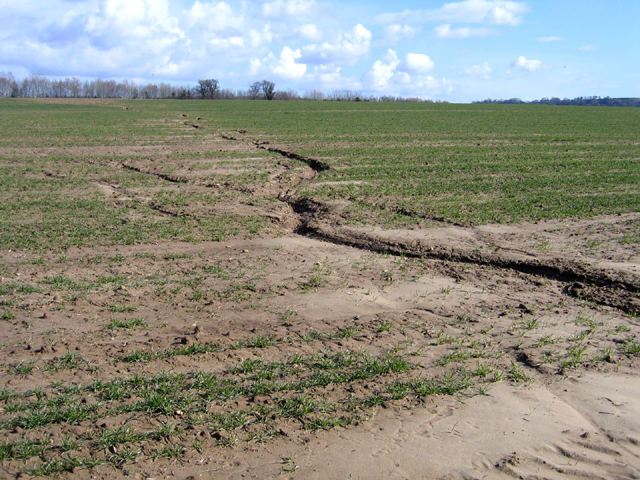
Erosione in un terreno agricolo destinata ad assumere caratteristiche calanchive in assenza di interventi, nel Somerset, Gran Bretagna.

La progressiva conversione delle praterie e delle foreste in terre coltivate e pascoli ha provocato una generalizzata massiccia diminuzione del carbonio nel suolo. Inoltre, la maggior parte dei suoli del pianeta utilizzati per l'agricoltura è stata impoverita di sostanza organica negli ultimi cinquant'anni, in particolare a causa dall'intensificazione delle lavorazioni del terreno e dall'esposizione del suolo agli agenti atmosferici e alla conseguente erosione.
Nel settore agricolo i principali fattori di degrado dell'ambiente, che contribuiscono ad aggravare il cambiamento climatico, sono i seguenti:
- il pascolo eccessivo (da parte del bestiame domestico o della fauna selvatica) nelle aree subumide, semi-aride o aride in cui predominano le praterie;
- il taglio di legna da ardere e, nelle zone a vegetazione più abbondante, gli incendi boschivi o annuali per rinnovare l'erba dei pascoli o ridurre la densità della vegetazione legnosa;
- la cattiva gestione del terreno e il ricorso a pratiche agricole che determinano un generale declino della sostanza organica nei suoli intensamente coltivati e il rilascio del carbonio presente nel suolo nell'atmosfera sotto forma di anidride carbonica;
- in una certa misura, l'agricoltura di sussistenza itinerante taglia-e-brucia, praticata da 300 a 500 milioni di piccoli agricoltori nelle regioni tropicali;
- l'adozione di sistemi e tecniche agricole che comportano livelli elevati di meccanizzazione e consumi massicci di energia fossile, soprattutto nelle regioni tecnologicamente ed economicamente più avanzate.

Questo processo di deterioramento può essere contrastato attraverso la rigenerazione dei terreni degradati e l'adozione di pratiche agricole più sostenibili che riducono le emissioni di gas serra e migliorano il sequestro del carbonio. La diminuzione dell'erosione aumenta gli effetti benefici delle modalità di conservazione e gestione del suolo (copertura, minima lavorazione del terreno, aumento della sostanza organica). Le praterie hanno un alto potenziale di sequestro del carbonio; i terreni degradati o sovrapascolati possono essere restituiti a un'elevata produttività mediante misure tra le quali la semina a bande di leguminose e l'alternanza del pascolo con periodi di riposo.

### Agricoltura del carbonio
L'agricoltura del carbonio (Carbon Farming) ha lo scopo di ottimizzare la cattura del carbonio, implementando idonee tecniche agronomiche e colturali, per migliorare il processo con cui l'anidride carbonica viene rimossa dall'atmosfera e immagazzinata nel materiale vegetale e/o nella sostanza organica del suolo. Aumentare il contenuto di sostanza organica del suolo può favorire la crescita delle piante, migliorare la capacità di ritenzione idrica del suolo e ridurre l'uso di fertilizzanti, ma non sempre può risultare conveniente per il coltivatore adottare tecniche meno dannose per l'ambiente. L'agricoltura del carbonio si riferisce dunque anche al modello di business che mira a migliorare la mitigazione del clima pagando gli agricoltori per attuare pratiche di gestione agricola rispettose del clima. In Australia, dove questo sistema è in atto dal 2013, gli agricoltori possono ricevere contributi per aumentare il carbonio del suolo nei sistemi di pascolo.
Tra gli altri (Stati Uniti, Canada, Cina, Corea del Sud, India, ecc.), la Commissione europea, per incoraggiare i settori agricolo e forestale a realizzare azioni per in difesa del clima, ha definito una politica di incentivi e sta mettendo a punto un sistema di monitoraggio e certificazione che prevede premi per gli agricoltori che adotteranno pratiche agricole in grado di rimuovere l'anidride carbonica dall'atmosfera. A questi agricoltori potranno essere riconosciuti premi sotto forma di “certificati verdi” o “crediti di carbonio”. Nel settore foraggero, le pratiche di coltivazione e sequestro del carbonio comprendono le seguenti:
- agro-forestazione e altre forme di agricoltura mista che combinano vegetazione legnosa con colture e/o sistemi di produzione animale sullo stesso terreno;
- colture intercalari e di copertura, agricoltura conservativa, protezione dei suoli, riduzione della perdita di suolo per erosione e recupero dei terreni degradati;
- conversione mirata di terreni coltivati a maggese e di aree fuori produzione o a riposo in prati permanenti.

### Esplicative
1. ↑  Per carico animale si intende la quantità di bestiame mantenibile per unità di superficie stabilmente, cioè per tutto l'anno e tutti gli anni.
2. ↑  Il sequestro del carbonio consiste nell'assorbimento da parte delle piante, tramite la fotosintesi, dell'anidride carbonica dell'atmosfera che sarà poi immagazzinata nel suolo sotto forma di sostanza organica.

### Bibliografiche
1. ↑   foraggio, in Treccani.it – Enciclopedie on line, Roma, Istituto dell'Enciclopedia Italiana. URL consultato il 18 novembre 2019.
2. ↑   foràggio, in Treccani.it – Vocabolario Treccani on line, Roma, Istituto dell'Enciclopedia Italiana. URL consultato il 19 aprile 2022.
3. ↑   Foraggio: Definizione e significato di foraggio, su Dizionario italiano - Corriere.it. URL consultato il 19 aprile 2022.
4. 1 2  (EN) Eleonora Panunzi, Are grasslands under threat? Brief analysis of FAO statistical data on pasture and fodder crops July 2008 (PDF), su fao.org. URL consultato il 30 maggio 2022.
5. ↑  (EN) C. Batello R. Brinkman L.‘t Mannetje A. Martinez J. Suttie, Plant Genetic Resources of Forage Crops, Pasture and Rangelands (PDF), su fao.org. URL consultato il 30 ggio 2022.
6. ↑  (FR) Lyle F. Watts, Programme pour les pâturages naturels, su fao.org, Unasylva - Vol. 5, No. 2 - Conservation des terres incultes - FAO - Organisation des Nations Unies pour l'Alimentation et l'Agriculture. URL consultato il 10 maggio 2022.
7. ↑  (FR) Philippe DAGET, Jacques POISSONET & Johann HUGUENIN, Prairies & Paturages - Méthodes d'étude de terrain et Interprétations 2010 (PDF), su umr-selmet.cirad.fr, CNRS / CIRAD. URL consultato il 30 maggio 2022.
8. 1 2  (FR) Eric Roose, Introduction à la gestion conservatoire de l'eau, de la biomasse et de la fertilité des sols (GCES), su fao.org, BULLETIN PÉDOLOGIQUE DE LA FAO 70 Organisation des Nations Unies pour l'alimentation et l'agriculture 1994. URL consultato il 30 maggio 2022.
9. ↑  (EN) Mark Marsalis, Leonard Lauriault, and Craig Gifford, Forage Selection and Establi ehment for Irrigated Pastures and Hay in New Mexico (PDF), su pubs.nmsu.edu, COLLEGE OF AGRICULTURAL, CONSUMER AND ENVIRONMENTAL SCIENCES. URL consultato il 10 marzo 2023.
10. ↑  (EN) Selecting Forage Species UMass Extension (PDF), su ag.umass.edu, University of Massachusetts Amherst. URL consultato il 10 marzo 2023.
11. ↑   Conoscere il valore nutritivo dei foraggi – Opuscolo C.R.P.A 4.34 – N. 5/2009 (PDF), su C.R.P.A. spa centro ricerche produzione animale, C.R.P.A Notizie Reggio Emilia.
12. 1 2  (FR) Mémento de l'agronome 15-7-2009 (PDF), su doc-developpement-durable.org, Editions du GRET, Editions du CIRAD, Ministère français des Affaires étrangères. URL consultato il 15 aprile 2022.
13. 1 2  (FR) Gabriel Boudet, Manuel sur les pâturages tropicaux et les cultures fourragères (PDF), su Horizon documentation IRD, Ministère de la Coopération Institut d'Elevage et de Médecine Vétérinaire des Pays Tropicaux. URL consultato il 30 dicembre 2022.
14. ↑   IL VALORE ENERGETICO DEGLI ALIMENTI, su docenti.unina.it, Università degli Studi di Napoli. URL consultato il 1º maggio 2023.
15. ↑   Unità Foraggere per Coltura (PDF), su Rete Rurale Nazionale ISMEA 2007, 2013 Business Plan On Line. URL consultato il 1º maggio 2023.
16. ↑   TABELLE RELATIVE ALLE PRODUZIONI UNITARIE MEDIE DELLE PRINCIPALI COLTURE FORAGGERE E CORRISPONDENTI UNITÀ FORAGGERE PER QUINTALE DI PRODOTTO NONCHÉ RELATIVE AI FABBISOGNI IN UF-UFL-UFC/CAPO/ANNO DELLE PRINCIPALI SPECIE ANIMALI DI INTERESSE ZOOTECNICO. (PDF), su polaris.crea.gov.it. URL consultato il 1º maggio 2023.
17. ↑  (FR) Alain Fournier, Denis Ruel, Les plantes toxiques, un danger potentiel pour votre bétail (PDF), su AgriRESEAU, MAPAQ, Direction régional du Centre-du-Québec. URL consultato il 1º maggio 2023.
18. ↑  (PT) Jorge L. Muñoz Nova, Javier Quecho y Sergio Bueno, Algunas plantas tóxicas para el ganado lechero, 25/4/2012, su Engormix/Ganadería/Artículos técnicos. URL consultato il 1º maggio 2023.
19. 1 2 3 4 5 6 7  (EN) List of feeds, su Feedpedia - Animal feed resources information system, INRA - CIRD. URL consultato il 30 maggio 2022.
20. 1 2 3 4 5 6 7  (EN) Cook BG; Pengelly BC; Schultze-Kraft R; Taylor M; Burkart S; Cardoso Arango JA; González Guzmán JJ; Cox K; Jones C; Peters M. 2020, Tropical Forages: An interactive selection tool. 2nd and Revised Edn., su tropicalforages.info, International Center for Tropical Agriculture (CIAT), Cali, Colombia and International Livestock Research Institute (ILRI), Nairobi, Kenya. URL consultato il 30 maggio 2022.
21. 1 2 3 4 5 6   Sigmund Rehm Gustav Espig, La coltivazione delle piante tropicali e subtropicali, Edagricole, 1997.
22. ↑   mangime, in Treccani.it – Vocabolario Treccani on line, Roma, Istituto dell'Enciclopedia Italiana. URL consultato il 19 novembre 2019.
23. 1 2   Francesco Bonciarelli, Coltivazioni erbacee da pieno campo, Edagricole.
24. 1 2  (ES) Rattray, J.M, La cubierta herbacea de Africa, Organización de las Naciones Unidas para la Agricultura y la Alimentación, 1960.
25. 1 2  (ES) R. O. Whyte, Las gramineas en la agricultura, Organización de las Naciones Unidas para la Agricultura y la Alimentación 1959.
26. ↑  (EN) B. Murphy, B., Greener Pastures On Your Side of the Fence, Colchester, Vermont, Arriba Publishing, 1998,  pp. 19-20.
27. ↑  (EN) D.C. Gilman, H.T. Peck e F.M. Colby (a cura di), "Pasture", in New International Encyclopedia, 1ª ed., New York, Dodd, Mead., 1905.
28. ↑   Luciano Gosi, Erbai da foraggio, Ramo Editoriale degli Agricoltori - Roma 1941.
29. ↑  (EN) Grazing and pasture management, su Queensland Government Business Queensland. URL consultato il 30 dicembre 2022.
30. 1 2 3  (EN) Michel Robert en collaboration avec J. Antoine et F. Nachtergaele, LA SÉQUESTRATION DU CARBONE DANS LE SOL POUR UNE MEILLEURE GESTION DES TERRES, su fao.org, Organisation des Nations Unies pour l'alimentation et l'agriculture – FAO 2002. URL consultato il 25 marzo 2023.
31. ↑  (EN) How to manage grasslands and pasture areas, su FAO - Organisation des Nations Unies pour l'alimentation et l'agriculture. URL consultato il 30 maggio 2022.
32. ↑   Università degli Studi di Padova, Alimenti per il bestiame Fieni Insilati Di leguminose e/o graminacee - Presentazione di PowerPoint, su elearning.unipd.it. URL consultato l'8 marzo 2023.
33. ↑  (EN) J. R. George, Extension Publications: Forage and Grain Crops, Dubuque, Iowa, Kendall/Hunt, 1994,  p. 152.
34. ↑   Giulia Corrias, Foraggi insilati: preparazione e conservazione, su Noi Siamo Agricoltura, 19 maggio 2019. URL consultato il 19 aprile 2022.
35. ↑   Barbara Gamberini, Fienagione - Le procedure utili per ottenere qualità, su IZ Informatore Zootecnico, 28 maggio 2015. URL consultato il 19 aprile 2022.
36. ↑  (FR) H.D. Klein G. Rippstein J. Huguenin B. Toutain H. Guerin D. Louppe, Les cultures fourragères, su cgspace.cgiar.org, Éditions Quæ Centre technique de coopération agricole et rurale (CTA) Presses agronomiques de Gembloux. URL consultato il 10 maggio 2022.
37. ↑  (FR) Benjamin Lisan, Légumineuses et graminées couvre-sol et fourragères tropicales, su AGRICULTURE DURABLE EN AFRIQUE. URL consultato il 30 maggio 2022.
38. 1 2  (EN) Manbir K. Rakkar, Humberto Blanco-Canqui, Grazing of crop residues: Impacts on soils and crop production - 2017, su sciencedirect.com, Department of Agronomy and Horticulture, University of Nebraska. URL consultato il 10 marzo 2023.
39. 1 2 3  (ES) J. M. Suttie, CONSERVACIÓN DE HENO Y PAJA para pequeños productores y en condiciones pastoriles, su fao.org, Organización de las Naciones Unidas para la Agricultura y la Alimentación, Roma, 2003. URL consultato il 10 marzo 2023.
40. 1 2  (EN) Rasby, Richard J.; Erickson, Galen E.; and Klopfenstein, Terry J., "EC06-278 Grazing Crop Residues With Beef Cattle" (2006), su digitalcommons.unl.edu, University of Nebraska-Lincoln Extension. URL consultato il 10 marzo 2023.
41. ↑  (EN) Grazing crop residues | UGA Forage Extension Team, su site.extension.uga.edu. URL consultato il 19 aprile 2022.
42. ↑  (FR) Quilfen J.P., Milleville Pierre J.-P., Résidus de culture et fumure animale : un aspect des relations agriculture-élevage dans le nord de la HauteVolta (2007) (PDF), su horizon.documentation.ird.fr, Parcours et Paroles ISBN 978-2-909109-34-3. URL consultato il 10 marzo 2023.
43. 1 2  (FR) Gac Armelle e Dolle Jean-Baptiste, Le Gall André, Klumpp Katja (collaborateurs), Le stockage de carbone par les prairies 2010, su hal.inrae.fr, L'Institut de l'élevage. URL consultato il 30 marzo 2023.
44. ↑  (EN) What is Carbon Farming?, su carboncycle.org, Carbon Cycle Institute (CCI). URL consultato il 30 marzo 2023.
45. ↑  (EN) Hugh MCDONALD, Ana FRELIH-LARSEN, Anna LÓRÁNT, Laurens DUIN, Sarah PYNDT ANDER-SEN, Giulia COSTA, and Harriet BRADLEY, Carbon farming Making agriculture fit for 2030 (PDF), su europarl.europa.eu, Policy Department for Economic, Scientific and Quality of Life Policies Di-rectorate-General for Internal Policies, European Parliament, Luxembourg – November 2021. URL consultato il 30 marzo 2023.
46. ↑   Premi agli agricoltori che catturano carbonio, su Cambia la TerraFe-derbio. URL consultato il 30 marzo 2023.
47. ↑  (EN) Carbon Farming, su euro-pa.eu, Europen Commission. URL consultato il 30 marzo 2023.